# Список объектов культурного наследия регионального значения Волгограда

## Ворошиловский район

### Памятники архитектуры и градостроительства
| №  | Код ОКН               | Название                                                                                  | Дата сооружения                     | Автор                                                               | Местоположение                                                                   | Иллюстрация | Категория на Викискладе | Источники            |
| -- | --------------------- | ----------------------------------------------------------------------------------------- | ----------------------------------- | ------------------------------------------------------------------- | -------------------------------------------------------------------------------- | ----------- | ----------------------- | -------------------- |
| 1  |                       | Дом жилой купца Шлыкова и мехмастерская (Инженерно-строительный институт)                 | нач. XX в.                          | не установлен                                                       | ул. Академическая, 1 к А ул. Циолковского, 18 48°41′38″ с. ш. 44°29′56″ в. д.    |             | Викисклад               |                      |
| 2  | 3400000284 3400158000 | 4-я женская гимназия (кинотеатр «Гвардеец»)                                               | 1862 г.                             | не установлен                                                       | ул. Академическая, 3 ул. Рабоче-Крестьянская, 17 48°41′42″ с. ш. 44°29′50″ в. д. |             | Викисклад               |                      |
| 3  | 3400000283            | Торговая лавка                                                                            | кон. XIX — нач. XX в.               | не установлен                                                       | ул. Академическая, 4 48°41′41″ с. ш. 44°29′56″ в. д.                             |             | Викисклад               |                      |
| 4  | 3400000283            | Торговая лавка                                                                            | кон. XIX — нач. XX в.               | не установлен                                                       | ул. Академическая, 6 48°41′41″ с. ш. 44°29′55″ в. д.                             |             | Викисклад               |                      |
| 5  | 3400000285            | Школа-синагога                                                                            | нач. XX в.                          | не установлен                                                       | ул. Балахнинская, 2 48°41′47″ с. ш. 44°30′32″ в. д.                              |             | Викисклад               |                      |
| 6  |                       | Жилой дом (ЖЭУ-8 Волгоградский территориальный участок)                                   | нач. XX в.                          | не установлен                                                       | ул. Балашовская, 11 48°41′52″ с. ш. 44°30′25″ в. д.                              |             |                         |                      |
| 7  |                       | Жилой особняк (Вычислительный центр)                                                      | нач. XX в.                          | не установлен                                                       | ул. Балашовская, 13 48°41′53″ с. ш. 44°30′25″ в. д.                              |             |                         |                      |
| 8  | 3400000286            | Жилой дом (Монтажпищепром)                                                                | 1850-е гг.                          | не установлен                                                       | ул. Балашовская, 13а 48°41′51″ с. ш. 44°30′25″ в. д.                             |             |                         |                      |
| 9  |                       | Административное здание (ПТУ № 28)                                                        | кон. XIX в.                         | не установлен                                                       | ул. Баррикадная, 2 48°41′26″ с. ш. 44°29′49″ в. д.                               |             |                         |                      |
| 10 |                       | Конторское здание (Волгоградское протезно-ортопедическое предприятие)                     | кон. XIX в.                         | не установлен                                                       | ул. Баррикадная, 4 48°41′28″ с. ш. 44°29′45″ в. д.                               |             |                         |                      |
| 11 | 3400000208            | Дом жилой купеческий (Гостиница УВД)                                                      | нач. XX в.                          | не установлен                                                       | ул. Баррикадная, 16 48°41′38″ с. ш. 44°29′30″ в. д.                              |             | Викисклад               | (недоступная ссылка) |
| 12 |                       | Дом жилой                                                                                 | 1920—1930-е гг.                     | не установлен                                                       | ул. Баррикадная, 18 ул. Козловская, 35 48°41′41″ с. ш. 44°29′26″ в. д.           |             | Викисклад               |                      |
| 13 |                       | Пожарная часть (пожарная часть № 20)                                                      | нач. XX в.                          | не установлен                                                       | ул. Баррикадная, 21 48°41′43″ с. ш. 44°29′19″ в. д.                              |             |                         |                      |
| 14 |                       | Дом жилой                                                                                 | 1930-е гг.                          | не установлен                                                       | ул. Баррикадная, 19 48°41′41″ с. ш. 44°29′23″ в. д.                              |             | Викисклад               |                      |
| 15 |                       | Дом жилой                                                                                 | 1930-е гг.                          | не установлен                                                       | ул. Баррикадная 22 ул. Социалистическая, 33 48°41′45″ с. ш. 44°29′21″ в. д.      |             |                         |                      |
| 16 |                       | Дом жилой (Народный суд, прокуратура)                                                     | 1950-е гг.                          | не установлен                                                       | ул. Баррикадная, 23 ул. Социалистическая, 32 48°41′45″ с. ш. 44°29′17″ в. д.     |             |                         | (недоступная ссылка) |
| 17 |                       | Дом жилой (СП «Италсовмонт»)                                                              | 1950-е гг.                          | не установлен                                                       | ул. Баррикадная, 24 ул. Социалистическая, 30 48°41′47″ с. ш. 44°29′19″ в. д.     |             |                         |                      |
| 18 |                       | Дом жилой с сараем                                                                        | 1953 г.                             | не установлен                                                       | ул. Милиционера Буханцева, 45                                                    |             |                         |                      |
| 19 |                       | Гимназия (Вечерняя школа № 26)                                                            | 1930-е гг.                          | не установлен                                                       | ул. Ельшанская, 130 48°41′29″ с. ш. 44°27′53″ в. д.                              |             |                         |                      |
| 20 | 3400000222            | Дом жилой (Участок ул. уборки)                                                            | 1936 г.                             | не установлен                                                       | ул. Ковровская, 14 48°41′50″ с. ш. 44°29′52″ в. д.                               |             | Викисклад               |                      |
| 21 |                       | Административное здание (МП «Контур»)                                                     | 1930 г.                             | не установлен                                                       | ул. Липецкая, 8 48°41′56″ с. ш. 44°29′05″ в. д.                                  |             |                         |                      |
| 22 |                       | Дом консервщиков (жилой дом)                                                              | 1936 г.; восстановлен в 1948 г.     | архитектор Цубикова М.П.; восст. архитектор Кулев А.С.              | ул. Огарёва, 7 ул. Рабоче-Крестьянская, 23 48°41′37″ с. ш. 44°29′42″ в. д.       |             | Викисклад               | :125, 127            |
| 23 |                       | Тихорецкий вокзал (ж/д станция Волгоград II)                                              | кон. XIX в.                         | не установлен                                                       | ул. Милиционера Буханцева, 15 48°41′34″ с. ш. 44°28′51″ в. д.                    |             | Викисклад               |                      |
| 24 |                       | Административно-жилое здание царицынской ветви Владикавказской ж/д (Управление малой ж/д) | кон. XIX в.                         | не установлен                                                       | ул. Милиционера Буханцева, 38а 48°41′39″ с. ш. 44°28′54″ в. д.                   |             |                         |                      |
| 25 |                       | Дом жилой                                                                                 | нач. XX в.                          | не установлен                                                       | ул. Милиционера Буханцева, 44 48°41′32″ с. ш. 44°28′43″ в. д.                    |             |                         |                      |
| 26 |                       | Дом жилой                                                                                 | нач. XX в.                          | не установлен                                                       | ул. Милиционера Буханцева, 46 48°41′31″ с. ш. 44°28′42″ в. д.                    |             |                         |                      |
| 27 | 3400000287            | Железнодорожное депо (не используется)                                                    | 1875 г.                             | не установлен                                                       | ул. Валдайская, 183 48°41′12″ с. ш. 44°28′12″ в. д.                              |             |                         |                      |
| 28 |                       | Дом жилой (Городская дезинфекционная станция)                                             | 1905—1914-е гг.                     | не установлен                                                       | ул. Ельшанская, 132 ул. Чигиринская, 31 48°41′27″ с. ш. 44°27′51″ в. д.          |             |                         |                      |
| 29 |                       | Железнодорожная хозяйственная постройка                                                   | кон. XIX в.                         | не установлен                                                       | ж/д станция Волгоград-порт                                                       |             |                         |                      |
| 30 |                       | Башня водонапорная (не используется)                                                      | нач. XX в. — 1910 г.                | не установлен                                                       | ул. Клубная, 1 48°41′37″ с. ш. 44°28′43″ в. д.                                   |             |                         |                      |
| 31 |                       | Дом жилой (Клуб им. 25-летия Октября)                                                     | кон. XIX в.                         | не установлен                                                       | ул. Клубная, 2 48°41′35″ с. ш. 44°28′45″ в. д.                                   |             |                         |                      |
| 32 | 3400000212            | Дом жилой (Здание РСУ № 9)                                                                | кон. XIX в.                         | не установлен                                                       | ул. Изюмская, 5 48°41′32″ с. ш. 44°29′59″ в. д.                                  |             |                         |                      |
| 33 |                       | Склад (подсобное помещение)                                                               | кон. XIX в.                         | не установлен                                                       | ул. Ковровская, 13 48°41′48″ с. ш. 44°29′51″ в. д.                               |             |                         |                      |
| 34 |                       | Дом жилой (не используется)                                                               | кон. XIX в.                         | не установлен                                                       | ул. Ковровская, 13а 48°41′47″ с. ш. 44°29′52″ в. д.                              |             |                         |                      |
| 35 | 3400000223            | Дом жилой (Учебно-научное предприятие «Аспект»)                                           | кон. XIX в.                         | не установлен                                                       | ул. Ковровская, 14а 48°41′50″ с. ш. 44°29′52″ в. д.                              |             | Викисклад               |                      |
| 36 | 3400000343            | Дом жилой (Производственно-технический комбинат профсоюзных работников Агропрома)         | 1914 г.                             | не установлен                                                       | ул. Ковровская, 16а 48°41′50″ с. ш. 44°29′50″ в. д.                              |             | Викисклад               |                      |
| 37 |                       | Дом жилой (Общественный пункт охраны порядка)                                             | до 1917 г.                          | не установлен                                                       | ул. Ковровская, 20а 48°41′46″ с. ш. 44°29′44″ в. д.                              |             | Викисклад               |                      |
| 38 |                       | Административное здание (Детский приёмник-распределитель)                                 | нач. XX в., перестроен в 1950-е гг. | не установлен                                                       | ул. Ковровская, 26 48°41′40″ с. ш. 44°29′31″ в. д.                               |             |                         |                      |
| 39 | 3400000345            | Служебное здание Крестовоздвиженской церкви (Пчеловодство)                                | 1901 г.                             | не установлен                                                       | ул. Козловская, 43а 48°41′34″ с. ш. 44°29′21″ в. д.                              |             |                         |                      |
| 40 | 3400000346            | Начальная школа (Клуб юных моряков)                                                       | нач. XX в.                          | не установлен                                                       | ул. КИМ, 14 48°41′53″ с. ш. 44°30′09″ в. д.                                      |             | Викисклад               |                      |
| 41 |                       | Дом жилой                                                                                 | нач. XX в.                          | не установлен                                                       | ул. КИМ, 14а 48°41′53″ с. ш. 44°30′10″ в. д.                                     |             |                         |                      |
| 42 |                       | Мельница (Проектный институт «Росрыбколхозпроект»)                                        | нач. XX в.                          | не установлен                                                       | ул. Кирсановская, 6 48°41′54″ с. ш. 44°30′11″ в. д.                              |             | Викисклад               |                      |
| 43 | 3400000347            | Конторское здание (Отдел бюро внедрения Московского НИИ оснований и подземных сооружений) | нач. XX в.                          | не установлен                                                       | ул. Клинская, 19 48°41′55″ с. ш. 44°29′56″ в. д.                                 |             |                         |                      |
| 44 |                       | Дом жилой                                                                                 |                                     | не установлен                                                       | ул. Клинская, 37 48°41′47″ с. ш. 44°29′42″ в. д.                                 |             | Викисклад               |                      |
| 45 |                       | Дом жилой (База военторга)                                                                | кон. XIX в.                         | не установлен                                                       | ул. Клинская, 39 48°41′46″ с. ш. 44°29′41″ в. д.                                 |             | Викисклад               |                      |
| 46 |                       | Жилой дом извозчика Гончарова (Жилой дом)                                                 | 1880 г.                             | не установлен                                                       | ул. Клинская, 39а 48°41′46″ с. ш. 44°29′42″ в. д.                                |             | Викисклад               |                      |
| 47 |                       | Дом жилой (УКП г. Волгоград)                                                              | 1903 г.                             | не установлен                                                       | ул. Комитетская, 8 48°41′46″ с. ш. 44°28′59″ в. д.                               |             |                         |                      |
| 48 |                       | Дом жилой (Ворошиловское отделение муниципальной милиции)                                 | кон. XIX в.                         | не установлен                                                       | ул. Огарёва, 5 48°41′36″ с. ш. 44°29′43″ в. д.                                   |             | Викисклад               |                      |
| 49 |                       | Школа (Институт усовершенствования учителей)                                              | кон. XIX в.                         | не установлен                                                       | ул. Огарёва, 6 48°41′38″ с. ш. 44°29′46″ в. д.                                   |             |                         |                      |
| 50 | 3400000290            | Дом жилой купеческий (Военная комендатура)                                                | кон. XIX в.                         | не установлен                                                       | ул. Огарёва, 20 48°41′45″ с. ш. 44°29′35″ в. д.                                  |             | Викисклад               |                      |
| 51 | 3400000224            | Дом жилой                                                                                 | кон. XIX в.                         | не установлен                                                       | ул. Профсоюзная, 3 48°41′51″ с. ш. 44°29′52″ в. д.                               |             |                         |                      |
| 52 | 3400000225            | Дом жилой                                                                                 | кон. XIX в.                         | не установлен                                                       | ул. Профсоюзная, 5 48°41′52″ с. ш. 44°29′52″ в. д.                               |             |                         |                      |
| 53 |                       | Дом жилой (Акционерное телевизионное агентство «Интерпост»)                               | 1920—1930-е гг.                     | не установлен                                                       | ул. Профсоюзная, 5а 48°41′52″ с. ш. 44°29′51″ в. д.                              |             |                         |                      |
| 54 |                       | Дом жилой                                                                                 | 1923 г.                             | не установлен                                                       | ул. Профсоюзная, 7                                                               |             |                         |                      |
| 55 |                       | Градостроительный комплекс по ул. Пугачёвской                                             | кон. XIX — нач. XX в.               | МПС                                                                 | от ул. Калинина до ул. Иркутской                                                 |             | Викисклад               | (недоступная ссылка) |
| 56 |                       | Дом жилой (Институт ГНИОРХ, Нижне-Волжская водная прокуратура)                            | 1950-е гг.                          | Ленрыбпроект                                                        | ул. Пугачёвская, 1 48°41′50″ с. ш. 44°30′33″ в. д.                               |             | Викисклад               |                      |
| 57 | 3400000292            | Школа (Анатомический корпус ВГМИ)                                                         | кон. XIX в.                         | не установлен                                                       | ул. Пугачёвская, 3 48°41′49″ с. ш. 44°30′30″ в. д.                               |             | Викисклад               |                      |
| 58 | 3400000293            | Бани-татарские                                                                            | 1920 г.                             | не установлен                                                       | ул. Пугачёвская, 7 48°41′44″ с. ш. 44°30′23″ в. д.                               |             | Викисклад               |                      |
| 59 |                       | Особняк купца Филиппова                                                                   | 1906 г.                             | не установлен                                                       | ул. Пугачёвская, 7а 48°41′45″ с. ш. 44°30′24″ в. д.                              |             | Викисклад               |                      |
| 60 | 3400000294            | Жилой дом ИТР Волго-Донской ж/д (ОРС речпорта)                                            | нач. XX в.                          | не установлен                                                       | ул. Пугачёвская, 9б 48°41′41″ с. ш. 44°30′23″ в. д.                              |             | Викисклад               |                      |
| 61 |                       | Дом жилой                                                                                 | 1870 г.                             | МПС                                                                 | ул. Пугачёвская, 9 48°41′41″ с. ш. 44°30′21″ в. д.                               |             |                         |                      |
| 62 |                       | Дом жилой                                                                                 | кон. XIX в.                         | не установлен                                                       | ул. Пугачёвская, 11а 48°41′37″ с. ш. 44°30′16″ в. д.                             |             |                         |                      |
| 63 |                       | Дом жилой с сараем                                                                        | нач. XX в.                          | не установлен                                                       | ул. Пугачёвская, 11 48°41′40″ с. ш. 44°30′18″ в. д.                              |             | Викисклад               |                      |
| 64 |                       | Дом жилой с сараем                                                                        | 1870 г.                             | не установлен                                                       | ул. Пугачёвская, 11б 48°41′39″ с. ш. 44°30′16″ в. д.                             |             | Викисклад               |                      |
| 65 | 3400000295            | Дом жилой купца Ищенко (Спецмедвытрезвитель)                                              | кон. XIX в.                         | не установлен                                                       | ул. Пугачёвская, 14 48°41′34″ с. ш. 44°30′05″ в. д.                              |             | Викисклад               |                      |
| 66 |                       | Дом жилой с сараем                                                                        | кон. XIX в.                         | не установлен                                                       | ул. Пугачёвская, 15 48°41′34″ с. ш. 44°30′09″ в. д.                              |             |                         |                      |
| 67 |                       | Дом жилой                                                                                 | кон. XIX в.                         | не установлен                                                       | ул. Пугачёвская, 15а 48°41′33″ с. ш. 44°30′09″ в. д.                             |             |                         |                      |
| 68 |                       | Дом жилой                                                                                 | кон. XIX в.                         | не установлен                                                       | ул. Пугачёвская, 15б 48°41′33″ с. ш. 44°30′07″ в. д.                             |             |                         |                      |
| 69 |                       | Дома Шлыкова 2-й мужской гимназии (Общежитие пединститута)                                | нач. XX в., перестроено в 1940 г.   | не установлен                                                       | ул. Рабоче-Крестьянская, 16 ул. Академическая, 12 ул. Ковровская, 20а            |             |                         |                      |
| 70 | 3400000207            | Дом грузчиков (Жилой дом, ресторан «Грузия», Управление речного порта)                    | 1936 г.; восстановлен в 1949 г.     | архитекторы Коваленко А., Иванов А.; восст. архитектор Куреной А.И. | ул. Рабоче-Крестьянская, 22 ул. Огарёва, 10, 12 48°41′40″ с. ш. 44°29′42″ в. д.  |             | Викисклад               | :123, 125, 172       |
| 71 | 3400000306            | Начальная школа (Школа искусств № 3)                                                      | нач. XX в.                          | архитектор Куреной А.И.                                             | ул. Социалистическая, 34 48°41′44″ с. ш. 44°29′15″ в. д.                         |             | Викисклад               |                      |
| 72 | 3400159000            | Церковно-приходская школа (Росторгреклама)                                                | кон. XIX в.                         | не установлен                                                       | ул. Циолковского, 15а 48°41′38″ с. ш. 44°29′59″ в. д.                            |             | Викисклад               |                      |
| 73 | 3400999000            | Казанская кладбищенская церковь                                                           | кон. XIX в.                         | не установлен                                                       | ул. Липецкая, 10 ул. Кузнецкая 48°41′57″ с. ш. 44°29′03″ в. д.                   |             | Викисклад               |                      |
| 74 | 3400000344            | Здание бывшего совнархоза                                                                 | 1960-е гг.                          | не установлен                                                       | ул. Ковровская, 24 48°41′41″ с. ш. 44°29′35″ в. д.                               |             | Викисклад               |                      |
| 75 |                       | Кожевенный завод Смирнова (кооператив)                                                    | 1903 г.                             | не установлен                                                       | ул. Палладина, 48а 48°41′55″ с. ш. 44°26′29″ в. д.                               |             |                         |                      |
| 76 |                       | Кожевенный завод Смирнова (кооператив)                                                    | 1903 г.                             | не установлен                                                       | ул. Палладина, 48 48°41′55″ с. ш. 44°26′30″ в. д.                                |             |                         |                      |
| 77 |                       | Кожевенный завод Смирнова (жилой дом)                                                     | 1903 г.                             | не установлен                                                       | ул. Палладина, 50 48°41′53″ с. ш. 44°26′27″ в. д.                                |             |                         |                      |

### Памятники истории
| №  | Код ОКН    | Название | Дата                    | Автор                                             | Местоположение                                                                     | Иллюстрация | Категория на Викискладе | Источники            |
| -- | ---------- | --- | ----------------------- | ------------------------------------------------- | ---------------------------------------------------------------------------------- | ----------- | ----------------------- | -------------------- |
| 1  | 3400004002 | Место, где сражались воины 92-й отдельной стрелковой бригады 62-й армии                                                | сентябрь 1942 года      | не установлен                                     | ул. Академическая кинотеатр «Гвардеец» грузовой речной порт                        |             |                         |                      |
| 2  | 3400011000 | Пожарный пароход «Гаситель» — памятник речникам Волжского бассейна                                                     | 1903, 1977 гг.          | архитектор Масляев В.Е.                           | набережная Волги, в устье р. Царица 48°41′51″ с. ш. 44°30′47″ в. д.                |             | Викисклад               |                      |
| 3  | 3400039000 | Место, где вели бои воины 277-й стрелковой дивизии                                                                     | 1942—1943 гг.           | не установлен                                     | ул. Елецкая, 142, школа № 104 48°42′32″ с. ш. 44°28′11″ в. д.                      |             |                         |                      |
| 4  | 3400043000 | Место, где формировался и размещался железнодорожный взвод коммунистического батальона Совета Народных Комиссаров СССР | август—сентябрь 1918 г. | не установлен                                     | ул. Клубная, 2 Клуб им. 25-летия Октября 48°41′35″ с. ш. 44°28′45″ в. д.           |             |                         | (недоступная ссылка) |
| 5  | 3400093000 | Место, где вели ожесточенные бои 62, 64 и 57-я армии                                                                   | 1942—1943 гг.           | не установлен                                     | ул. Радомская, сквер 48°41′32″ с. ш. 44°27′57″ в. д.                               |             |                         |                      |
| 6  | 3400099001 | Место боев воинов 140-го минометного полка и 20-й мотострелковой бригады в дни Сталинградской битвы                    | 1942—1943 гг.           | не установлен                                     | ул. Ставропольская, 71, школа № 14 48°42′02″ с. ш. 44°28′13″ в. д.                 |             |                         |                      |
| 7  | 3400099002 | Место, где размещался командный пункт 20-й мотострелковой бригады                                                      | сентябрь 1942 г.        | не установлен                                     | ул. Ставропольская, 71, школа № 14 48°42′02″ с. ш. 44°28′13″ в. д.                 |             |                         |                      |
| 8  | 3400104000 | Дом, в котором родился и жил комсомолец-партизан Саша Филиппов, погибший в Сталинградской битве                        | 1925—1942 гг.           | не установлен                                     | ул. Саши Филиппова, 65 48°41′57″ с. ш. 44°28′09″ в. д.                             |             |                         |                      |
| 9  | 3400123000 | Братская могила защитников Красного Царицына                                                                           | 1918—1919, 1988 гг.     | архитектор Калиниченко В.П.                       | сквер ж/д ст. Волгоград II, правый берег р. Царицы 48°41′33″ с. ш. 44°28′49″ в. д. |             |                         | (недоступная ссылка) |
| 10 | 3400130000 | Могила лётчика-истребителя капитана Елисеева Г.Н.                                                                      | 1973, 1975 гг.          | архитектор Ершова Д.В., скульптор Павловский М.Д. | пос. Дар-Гора, гражданское кладбище 48°42′19″ с. ш. 44°26′51″ в. д.                |             |                         |                      |
| 11 | 3400131000 | Братская могила советских воинов и рабочих, погибших в период Сталинградской битвы                                     | 1942—1943 гг.           | архитектор Кудряков В.М.                          | пос. Дар-Гора, гражданское кладбище 48°42′20″ с. ш. 44°26′52″ в. д.                |             |                         | (недоступная ссылка) |
| 12 | 3400147000 | Братская могила защитников Красного Царицына                                                                           | 1918—1919 гг.           | архитектор Кудряков В.М.                          | ул. Пугачёвская, 15а 48°41′33″ с. ш. 44°30′08″ в. д.                               |             |                         | (недоступная ссылка) |
| 13 | 3400148000 | Могила комсомольца-партизана Саши Филиппова                                                                            | 1942, 1981 гг.          | скульптор Малков Г.Л., архитектор Коваленко Г.М.  | сквер им. С. Филиппова на ул. Академической 48°41′44″ с. ш. 44°29′57″ в. д.        |             |                         | (недоступная ссылка) |
| 14 |            | «ЗИС-5», установленный в честь автомобилистов Отечественной войны                                                      | 1985 г.                 | архитектор Левитан Е.И.                           | ж/д станция Садовая, ул. Автотранспортная, 29а 48°41′38″ с. ш. 44°26′06″ в. д.     |             |                         | (недоступная ссылка) |

## Дзержинский район

### Памятники архитектуры и градостроительства
| № | Код ОКН    | Название                                                   | Дата сооружения | Автор                                              | Местоположение                                         | Иллюстрация | Категория на Викискладе | Источники |
| - | ---------- | ---------------------------------------------------------- | --------------- | -------------------------------------------------- | ------------------------------------------------------ | ----------- | ----------------------- | --------- |
| 1 |            | Комплекс Земской больницы (Областная больница)             | кон. XIX в.     | не установлен                                      | ул. Ангарская, 13 48°42′54″ с. ш. 44°29′27″ в. д.      |             | Викисклад               |           |
| 2 |            | Фёдоровский сад                                            | XIX в.          | не установлен                                      | ул. Землячки 48°45′47″ с. ш. 44°30′18″ в. д.           |             |                         |           |
| 3 |            | Военная часть «Красные казармы»                            | нач. XX в.      | не установлен                                      | ул. Рокоссовского, 117 48°43′36″ с. ш. 44°31′03″ в. д. |             |                         |           |
| 4 | 3400000309 | Свято-Духов монастырь                                      | 1908—1911 гг.   | Иеромонах Илиодор, архитектор Петропавловский В.И. | ул. Чапаева, 26 48°43′07″ с. ш. 44°30′17″ в. д.        |             | Викисклад               |           |
| 5 |            | Комплекс сооружений Сталинградского гражданского аэродрома | нач. 1930-х гг. | не установлен                                      | в границах Качинского училища                          |             |                         |           |

### Памятники истории
| № | Код ОКН    | Название | Дата                   | Автор         | Местоположение                                                       | Иллюстрация | Категория на Викискладе | Источники |
| - | ---------- | --- | ---------------------- | ------------- | -------------------------------------------------------------------- | ----------- | ----------------------- | --------- |
| 1 | 3400002000 | Место боев 381-го истребительного противотанкового артиллерийского полка                                       | январь—февраль 1943 г. | не установлен | шоссе Авиаторов, на площади перед моторным заводом                   |             |                         |           |
| 2 | 3400003000 | Место боев отдельной 42-й стрелковой бригады                                                                   | сентябрь 1942 г.       | не установлен | Высота 133,4 в лесополосе около моторного завода                     |             |                         |           |
| 3 | 3400005000 | Место, где вели бои воины 14-й гвардейской стрелковой бригады                                                  | январь 1943 г.         | не установлен | ул. Ангарская, 15, школа № 67 48°42′56″ с. ш. 44°29′23″ в. д.        |             |                         |           |
| 4 | 3400042000 | Самолёт «МиГ-21», установленный в честь лётчиков-качинцев                                                      | 2 февраля 1975 г.      | Аксёнов Д.Т.  | ул. Качинцев, площадь перед училищем 48°44′15″ с. ш. 44°30′07″ в. д. |             |                         |           |
| 5 |            | Танк «Т-34-85», установленный в честь воинов 7-й гвардейской отдельной танковой бригады, защищавшей Сталинград | 1960-е гг.             | не установлен | ул. Историческая, военный городок № 11                               |             |                         |           |
| 6 | 3400211000 | Братская могила советских воинов и мирных жителей                                                              | 1942 г.                | не установлен | пос. Гумрак, у магазина 48°46′44″ с. ш. 44°22′38″ в. д.              |             |                         |           |

## Краснооктябрьский район

### Памятники архитектуры и градостроительства
| №  | Код ОКН    | Название                                                                      | Дата сооружения              | Автор                                               | Местоположение                                                                        | Иллюстрация | Категория на Викискладе | Источники |
| -- | ---------- | ----------------------------------------------------------------------------- | ---------------------------- | --------------------------------------------------- | ------------------------------------------------------------------------------------- | ----------- | ----------------------- | --------- |
| 1  |            | Комплекс застройки посёлка Малая и Большая Франция завода «ДЮМО»              | кон. XIX — нач. XX вв.       | восст. при участии архитектора Левитана Е.И.        | пос. Металлургов, 14—116                                                              |             |                         |           |
| 2  |            | Дом техники завода «Красный Октябрь»                                          | 1900—1951 гг.                | институт «Гипромет»                                 | пос. Металлургов, пр. Металлургов, 71а 48°45′41″ с. ш. 44°34′30″ в. д.                |             |                         |           |
| 3  |            | Комплекс застройки Нижнего посёлка Царицынского орудийного (пушечного) завода | 1916, 1930-е, 1940—1950 гг.  | не установлен                                       | пос. Нижние Баррикады, кварталы № 787—788, ул. Прибалтийская, 4, 6, 8, 10, 12, 14, 16 |             |                         |           |
| 4  |            | Комплекс застройки посёлка Верхние Баррикады                                  | 1916, 1930-е, 1940—1950 гг.  | не установлен                                       | пос. Верхние Баррикады, кварталы № 626—628, 630                                       |             |                         |           |
| 5  | 3400000215 | Орудийный завод (завод «Баррикады»)                                           | нач. XX в.                   | не установлен                                       |                                                                                       |             |                         |           |
| 6  |            | Металлургический завод (завод «Красный Октябрь»)                              | кон. XIX в.                  | не установлен                                       |                                                                                       |             |                         |           |
| 7  | 3400000219 | ДК им. Гагарина                                                               | 1930—1950 гг.                | не установлен                                       | ул. Пельше, 3 48°46′58″ с. ш. 44°34′33″ в. д.                                         |             | Викисклад               |           |
| 8  |            | ДК им. Ленина (Царицынская опера)                                             | 1960 г.                      | архитектор Корнфельд Я.А.                           | пр. Ленина, 97 48°46′00″ с. ш. 44°33′36″ в. д.                                        |             | Викисклад               |           |
| 9  |            | Дома жилые                                                                    | до 1917 г., восст. в 1946 г. | не установлен                                       | квартал по ул. Ерёменко — Пельше — Софийской — Геленджикской                          |             |                         |           |
| 10 |            | Дома жилые                                                                    | 1946—1949 гг.                | не установлен                                       | ул. Тряскина, 1—10                                                                    |             |                         |           |
| 11 |            | Дома жилые мансардные (типовые)                                               | 1948 г.                      | не установлен                                       | ул. Тряскина, 11—18, 20—50                                                            |             |                         |           |
| 12 |            | Комплекс застройки улицы им. Кузнецова                                        | 1950-е гг.                   | институт «Гражданпроект»                            | ул. Кузнецова, кварталы № 602—608                                                     |             |                         |           |
| 13 |            | Комплекс застройки проспекта им. Ленина                                       | 1952—1955 гг.                | архитектор Хохряков Н.А.                            | пр. Ленина, кварталы № 602—608, 726—728                                               |             |                         |           |
| 14 |            | Проспект Металлургов                                                          | 1950-е гг.                   | не установлен                                       | пр. Металлургов, кварталы № 616, 618, 620                                             |             |                         |           |
| 15 |            | Школа средняя № 16                                                            | 1945 г.                      | архитектор Корнфельд Я.А.                           | пр. Ленина, 133 48°46′45″ с. ш. 44°34′30″ в. д.                                       |             |                         |           |
| 16 |            | Общежитие завода. Больница № 5. Главный корпус                                | 1954 г.                      | архитектор Россихин Г.А., архитектор Горбушина З.Д. | ул. Пельше, 2 к1 48°46′58″ с. ш. 44°34′40″ в. д.                                      |             |                         |           |
| 17 |            | Отделение родильное больницы № 5                                              | до 1940 г., 1950 г.          | архитектор Россихин Г.А., архитектор Горбушина З.Д. | ул. Пельше, 2, территория больницы № 5 48°47′00″ с. ш. 44°34′39″ в. д.                |             |                         |           |

### Памятники истории
| №  | Код ОКН    | Название | Дата                        | Автор                                               | Местоположение                                                                                       | Иллюстрация | Категория на Викискладе | Источники |
| -- | ---------- | --- | --------------------------- | --------------------------------------------------- | --- | ----------- | ----------------------- | --------- |
| 1  | 3400004001 | Место, где в дни Сталинградской битвы сражались воины 92-й стрелковой бригады 62-й армии                                                                              | 1942—1943 гг.               | не установлен                                       | завод «Баррикады», цех № 32 48°46′14″ с. ш. 44°34′37″ в. д.                                          |             |                         |           |
| 2  | 3400008000 | Место, где в дни Сталинградской битвы сражались воины 308-й стрелковой дивизии                                                                                        | 1942 г.                     | не установлен                                       | завод «Баррикады», заводоуправление                                                                  |             |                         |           |
| 3  | 3400009000 | Место, где в дни Сталинградской битвы сражались воины 62-й армии и ополченцы завода «Баррикады»                                                                       | 1942 г.                     | не установлен                                       | завод «Баррикады»                                                                                    |             |                         |           |
| 4  |            | Место, где находился штаб 39-й гвардейской стрелковой дивизии | 1942—1943 гг.               | Ножкин Н.Т.                                         | завод «Красный Октябрь», на берегу р. Волги                                                          |             |                         |           |
| 5  | 3400053000 | Место, где сражались воины 39-й гвардейской дивизии под командованием Гурьева С.С                                                                                     | 1942—1943 гг.               | не установлен                                       | завод «Красный Октябрь», чугунолитейный цех                                                          |             |                         |           |
| 6  | 3400054000 | Руины центральной заводской лаборатории. Место боёв 253-го Таращанского стрелкового полка 45-й стрелковой дивизии                                                     | 1942—1943 гг.               | не установлен                                       | завод «Красный Октябрь» 48°45′44″ с. ш. 44°33′52″ в. д.                                              |             |                         |           |
| 7  | 3400055000 | Памятное место — мартеновский цех, где работала сталеваром Ковалёва О.К.                                                                                              | 1937—1942 гг.               | не установлен                                       | завод «Красный Октябрь», мартеновский цех                                                            |             |                         |           |
| 8  | 3400056000 | Место боев 45-й стрелковой дивизии | 1942—1943 гг.               | не установлен                                       | завод «Красный Октябрь», цех № 3                                                                     |             |                         |           |
| 9  | 3400065000 | Место, где в дни Сталинградской битвы сражалась и завершила бои 24-я стрелковая дивизия                                                                               | 1942 — 22 января 1943 гг.   | не установлен                                       | пр. Ленина, 121, школа № 31 48°46′33″ с. ш. 44°34′12″ в. д.                                          |             |                         |           |
| 10 | 3400073000 | Место, где в дни Сталинградской битвы работала переправа 62-й армии через р. Волгу                                                                                    | 1942—1943 гг.               | не установлен                                       | пос. Металлургов, у Дома техники 48°45′38″ с. ш. 44°34′38″ в. д.                                     |             |                         |           |
| 11 | 3400074000 | «Лог смерти» — место ожесточенных боёв воинов 95-й стрелковой дивизии и братская могила погибших в период Сталинградской битвы                                        | 1942—1943 гг.               | не установлен                                       | пос. Металлургов, у стадиона «Монолит», на берегу р. Волги 48°45′51″ с. ш. 44°34′46″ в. д.           |             |                         |           |
| 12 | 3400075000 | Место, где совершил подвиг матрос-пехотинец 193-й стрелковой дивизии Паникаха М.А.                                                                                    | 1942—1943 гг.               | скульптор Харитонов Р.П., архитектор Белоусов Ю.Н.  | угол ул. Таращанцев и пр. Металлургов 48°46′04″ с. ш. 44°33′18″ в. д.                                |             | Викисклад               |           |
| 13 |            | Памятный знак на месте ожесточенных боёв 138-й стрелковой дивизии полковника Людникова И.И. «Остров Людникова»                                                        | 1942—1943 гг.               | не установлен                                       | Нижний посёлок «Баррикады» 48°46′24″ с. ш. 44°35′11″ в. д.                                           |             |                         |           |
| 14 | 3410002000 | Руины бывшего дома директора завода «Баррикады», в котором находился командный пункт 138-й стрелковой дивизии                                                         | 1942—1943 гг.               | не установлен                                       | Нижний посёлок «Баррикады», на берегу р. Волги 48°46′30″ с. ш. 44°35′25″ в. д.                       |             |                         |           |
| 15 | 3410001000 | Памятник на месте «Ролика» — пункта связи 138-й стрелковой дивизии на «Острове Людникова»                                                                             | 1942—1943 гг.               | не установлен                                       | Нижний посёлок «Баррикады», на берегу р. Волги 48°46′17″ с. ш. 44°35′19″ в. д.                       |             |                         |           |
| 16 | 3410003000 | Братская могила воинов-ополченцев завода «Баррикады», погибших при защите Сталинграда                                                                                 | 1942—1943 гг.               | не установлен                                       | Нижний посёлок «Баррикады», на берегу р. Волги 48°46′16″ с. ш. 44°35′19″ в. д.                       |             |                         |           |
| 17 | 3400119000 | Братская могила воинов 138-й стрелковой дивизии, погибших при защите Сталинграда                                                                                      | 1942—1943 гг.               | не установлен                                       | Нижний посёлок «Баррикады», в сквере 48°46′31″ с. ш. 44°35′22″ в. д. 48°46′29″ с. ш. 44°35′18″ в. д. |             |                         |           |
| 18 | 3410005000 | Братская могила воинов-связистов 138-й стрелковой дивизии, погибших при защите Сталинграда                                                                            | 1942—1943 гг.               | не установлен                                       | Нижний посёлок «Баррикады», на берегу р. Волги 48°46′16″ с. ш. 44°35′19″ в. д.                       |             |                         |           |
| 19 | 3400000387 | Место, где находился командный пункт 1045-го стрелкового полка 264-й Краснознамённой стрелковой дивизии, с которого осуществлялось руководство боями за Мамаев курган | 21.09.1942 — 02.02.1943 гг. | не установлен                                       | ул. Шоссейная, 1                                                                                     |             |                         |           |
| 20 | 3400129000 | Братская могила воинов 62 и 65-й армий | 1942—1943 гг.               | не установлен                                       | ул. Гуртьева, парк им. Гагарина Ю.А. 48°46′56″ с. ш. 44°34′29″ в. д.                                 |             |                         |           |
| 21 | 3400136000 | Братская могила воинов 253-го Таращанского стрелкового полка 45-й стрелковой дивизии и мирных граждан города, погибших в период Сталинградской битвы                  | 1942—1943 гг.               | архитекторы Голубин М.Д., Баринова А.Н.             | пос. Новостройка, гражданское кладбище                                                               |             |                         |           |
| 22 | 3400137000 | Могила Ковалёвой О.К. — сталевара, бойца народного ополчения | 1899—1942 гг.               | архитекторы Голубин М.Д., Баринова А.Н.             | сквер на площади завода «Красный Октябрь» 48°45′49″ с. ш. 44°33′56″ в. д.                            |             |                         |           |
| 23 | 3400139000 | Братская могила моряков Волжской военной флотилии и рабочих завода «Красный Октябрь»                                                                                  | 1919 г.                     | архитектор Калиниченко В.П., скульптор Малков П.Л.  | пр. Ленина, сквер 48°45′49″ с. ш. 44°33′35″ в. д.                                                    |             | Викисклад               |           |
| 24 | 3400151000 | Братская могила воинов 45-й стрелковой дивизии | 1942—1943 гг.               | архитектор Калиниченко В.П.                         | угол ул. Таращанцев и ул. Богунская 48°46′15″ с. ш. 44°33′26″ в. д.                                  |             |                         |           |
| 25 |            | Памятный знак в честь воинов-интернационалистов, погибших в Афганистане                                                                                               | 1990 г.                     | не установлен                                       | парк им. Гагарина 48°46′56″ с. ш. 44°34′31″ в. д.                                                    |             |                         |           |
| 26 | 3410026000 | Памятник Героям обороны Красного Царицына | 1961 г.                     | скульптор Кибальников А.П., архитектор Шалашов В.Е. | площадь Металлургов 48°45′58″ с. ш. 44°33′40″ в. д.                                                  |             |                         |           |
| 27 | 3410069000 | Памятник В.И. Ленину | 1965 г.                     | скульптор Томский Н.В., архитектор Белдовский И.К.  | пр. Ленина, площадь Германа Титова 48°46′39″ с. ш. 44°34′29″ в. д.                                   |             | Викисклад               |           |

## Кировский район

### Памятники архитектуры и градостроительства
| № | Код ОКН    | Название                                             | Дата сооружения           | Автор                | Местоположение                                           | Иллюстрация | Категория на Викискладе | Источники |
| - | ---------- | ---------------------------------------------------- | ------------------------- | -------------------- | -------------------------------------------------------- | ----------- | ----------------------- | --------- |
| 1 |            | Железнодорожная станция Бекетовская                  | 1896 г.                   | не установлен        | ул. Розы Люксембург, 2 48°34′51″ с. ш. 44°26′26″ в. д.   |             |                         |           |
| 2 |            | Комплекс железнодорожных домов с хозсараями          | 1896—1898 гг.             | не установлен        | ж/д станция Бекетовская                                  |             |                         |           |
| 3 |            | Водонапорная башня                                   | 1896 г.                   | не установлен        | ж/д станция Бекетовская 48°35′17″ с. ш. 44°26′12″ в. д.  |             |                         |           |
| 4 |            | Бывшая усадьба Лапшина В.Ф.                          | вторая половина XIX в.    | не установлен        | ж/д станция Горная Поляна                                |             |                         |           |
| 5 | 3400000366 | Домовая церковь Лапшиных (церковь Параскевы Пятницы) | кон. XIX в.               | не установлен        | ул. Никитина, 119Б 48°36′43″ с. ш. 44°25′54″ в. д.       |             | Викисклад               |           |
| 6 |            | Кинотеатр «СталГРЭС» (ДК профтехобразования)         | 1937 г.; восст. в 1943 г. | не установлен        | ул. им. 1-й Пятилетки, 9 48°34′29″ с. ш. 44°26′31″ в. д. |             |                         |           |
| 7 |            | Дворец культуры им. Кирова                           | 1937 г.                   | не установлен        | ул. Розы Люксембург, 1 48°34′47″ с. ш. 44°26′19″ в. д.   |             |                         |           |
| 8 | 3400998000 | Церковь Никиты Исповедника                           | 1795, 1867 гг.            | не установлен        | ул. Абганеровская, 110а 48°35′26″ с. ш. 44°24′00″ в. д.  |             |                         |           |
| 9 |            | Ансамбль застройки посёлка «Старая Отрада»           | 1825—1917 гг.             | частные домовладения | посёлок «Старая Отрада»                                  |             |                         |           |

### Памятники истории
| № | Код ОКН    | Название                                                                                 | Дата          | Автор                                            | Местоположение                                                             | Иллюстрация | Категория на Викискладе | Источники |
| - | ---------- | ---------------------------------------------------------------------------------------- | ------------- | ------------------------------------------------ | -------------------------------------------------------------------------- | ----------- | ----------------------- | --------- |
| 1 |            | Памятный знак в честь пуска Сталинградской ГРЭС, построенной по плану ГОЭЛРО             | 1970 г.       | архитектор Левитан Е.И., скульптор Безруков В.П. | площадь перед «ВолгоГРЭС»                                                  |             |                         |           |
| 2 | 3400076000 | Место, где находился командный пункт 64-й армии генерала Шумилова М.С.                   | 1943 г.       | не установлен                                    | завод им. Кирова                                                           |             |                         |           |
| 3 | 3400113001 | Место вспомогательного пункта управления командующего 64-й армией                        | 1942—1943 гг. | не установлен                                    | ул. Южнобережная, в 750 м, на высоте 48°34′20″ с. ш. 44°24′30″ в. д.       |             |                         |           |
| 4 |            | Капустная балка — место зверского расстрела белогвардейцами защитников Красного Царицына | 1919 г.       | не установлен                                    | ул. Южнобережная, окраина, Капустная балка 48°34′39″ с. ш. 44°24′40″ в. д. |             |                         |           |
| 5 | 3400134000 | Братская могила 24-х защитников Красного Царицына                                        | 1919 г.       | не установлен                                    | угол ул. Кирова и ул. Братская 48°35′44″ с. ш. 44°25′39″ в. д.             |             |                         |           |

## Красноармейский район

### Памятники архитектуры и градостроительства
| №  | Код ОКН               | Название                                                                | Дата сооружения     | Автор                                 | Местоположение | Иллюстрация | Категория на Викискладе | Источники |
| -- | --------------------- | ----------------------------------------------------------------------- | ------------------- | ------------------------------------- | --- | ----------- | ----------------------- | --------- |
| 1  |                       | Ансамбль застройки посёлка железнодорожной станции «Сарепта»            | 1894-1899 гг.       | не установлен                         | ж/д станция Сарепта, в границах ул. Сологубова, 1-24, 48-52; ул. Арсеньева, 14-19, 48 48°31′17″ с. ш. 44°30′45″ в. д. |             |                         |           |
| 2  | 3401022001            | Вокзал и станционные сооружения                                         | 1894-1899 гг.       | не установлен                         | ж/д станция Сарепта, ул. Арсеньева, 15 48°31′11″ с. ш. 44°30′43″ в. д.                                                |             | Викисклад               |           |
| 3  | 3401022002            | Водонапорная башня (насосная станция для подкачки воды)                 | 1894-1899 гг.       | не установлен                         | ж/д станция Сарепта, ул. Арсеньева 48°31′25″ с. ш. 44°30′17″ в. д.                                                    |             |                         |           |
| 4  |                       | Водокачка (не используется)                                             | 1894-1897 гг.       | не установлен                         | ж/д станция Сарепта                                                                                                   |             |                         |           |
| 5  |                       | Госпиталь инвалидов Великой Отечественной войны                         | 1944 г.             | не установлен                         | ул. Арсеньева, 10 48°31′03″ с. ш. 44°31′06″ в. д.                                                                     |             |                         |           |
| 6  |                       | Двухклассное училище                                                    | до 1909 г.          | не установлен                         | ул. Арсеньева, 14 48°31′07″ с. ш. 44°30′59″ в. д.                                                                     |             |                         |           |
| 7  | 3401024000            | Церковь Свято-Никольская                                                | 1916 г.             | не установлен                         | ул. Сологубова, 11а 48°31′18″ с. ш. 44°30′43″ в. д.                                                                   |             | Викисклад               |           |
| 8  | 3401023000            | Станционная больница                                                    | 1897-1899 гг.       | не установлен                         | ул. Сологубова, 52 48°31′22″ с. ш. 44°30′40″ в. д.                                                                    |             | Викисклад               |           |
| 9  |                       | Шлюз № 1 Волго-Донского канала им. В.И. Ленина                          | 27 июля 1952 г.     | архитектор Поляков Л.М.               | Волго-Донской канал им. В.И. Ленина 48°31′11″ с. ш. 44°33′12″ в. д.                                                   |             | Викисклад               |           |
| 10 | 3401025000            | Ансамбль застройки площади немецкой колонии «Сарепта»                   | 1765 г., 1830-е гг. | не установлен                         | пл. Свободы |             |                         |           |
| 11 | 3401025002 3410006000 | Дом незамужних сестёр                                                   | 1781 г.             | не установлен                         | ул. Изобильная, 10 48°30′44″ с. ш. 44°33′04″ в. д.                                                                    |             |                         |           |
| 12 | 3401025003 3410007000 | Кирха                                                                   | 1772 г.             | не установлен                         | ул. Изобильная, 10/2 48°30′45″ с. ш. 44°33′00″ в. д.                                                                  |             |                         |           |
| 13 | 3401025001 3410008000 | Общинная управа                                                         | 1781 г.             | не установлен                         | ул. Изобильная, 10/3 48°30′45″ с. ш. 44°32′58″ в. д.                                                                  |             |                         |           |
| 14 |                       | Склад Кноблоха                                                          | 1830-1860-е гг.     | не установлен                         | ул. Изобильная, 10/22                                                                                                 |             |                         |           |
| 15 | 3400000135            | Склад Кноблоха                                                          | 1830-1860-е гг.     | не установлен                         | ул. Изобильная, 10/23                                                                                                 |             |                         |           |
| 16 |                       | Дом жилой (цех обувной фабрики)                                         | кон. XVIII—XIX вв.  | не установлен                         | ул. Изобильная |             |                         |           |
| 17 | 3410062000            | Конюшня (гараж)                                                         | 1849—1850 гг.       | не установлен                         | ул. Изобильная, 22Б 48°30′32″ с. ш. 44°33′00″ в. д.                                                                   |             |                         |           |
| 18 |                       | Дом жилой (цех швейной фабрики «Динамо»)                                | кон. XVIII—XIX вв.  | не установлен                         | ул. Изобильная |             |                         |           |
| 19 | 3410064000            | Мельница                                                                | нач. XIX в.         | не установлен                         | ул. Новоаннинская, 17 48°30′22″ с. ш. 44°32′41″ в. д.                                                                 |             |                         |           |
| 20 | 3410065000            | Горчичный завод Глича                                                   | 1849-1850 гг.       | не установлен                         | ул. Изобильная, 10/17, 10/18                                                                                          |             |                         |           |
| 21 | 3401025006 3410037000 | Дом Лангерфельда (лаборатория по производству бальзама, военкомат)      | 1830-е гг.          | не установлен                         | ул. Изобильная, 10/4 48°30′43″ с. ш. 44°33′03″ в. д.                                                                  |             |                         |           |
| 22 | 3401025007 3410038000 | Дом Пастора (культурный центр музея-заповедника «Старая Сарепта»)       | 1793 г.             | не установлен                         | ул. Изобильная, 10/4 48°30′44″ с. ш. 44°32′56″ в. д.                                                                  |             |                         |           |
| 23 | 3401025008 3410039000 | Дом холостых мужчин (вдовий дом, военкомат)                             | 1793 г.             | не установлен                         | пл. Свободы, 3 48°30′45″ с. ш. 44°33′02″ в. д.                                                                        |             |                         |           |
| 24 | 3401025009 3410040000 | Дом аптекаря                                                            | 1781 г.             | не установлен                         | ул. Тельмана, 12 48°30′43″ с. ш. 44°32′56″ в. д.                                                                      |             |                         |           |
| 25 |                       | Дом жилой (магазин «Природа»)                                           | 1800 г.             | не установлен                         | ул. Тельмана, 3 |             |                         |           |
| 26 |                       | Дом жилой (дирекция музея-заповедника «Старая Сарепта»)                 | 1781 г.             | не установлен                         | ул. Тельмана, 5 |             |                         |           |
| 27 |                       | Торговая лавка Гольдбаха (фондохранилище, типография музея-заповедника) | 1781 г.             | не установлен                         | ул. Тельмана, 7 |             |                         |           |
| 28 |                       | Дом жилой (Дирекция завода Фруктовых и минеральных вод)                 | 1835 г.             | не установлен                         | ул. Тельмана, 9 |             |                         |           |
| 29 |                       | Гостиница (постоялый двор, школа искусств №2)                           | 1800 г.             | не установлен                         | ул. Тельмана, 11 |             |                         |           |
| 30 |                       | Винокурня                                                               | 1800 г.             | не установлен                         | ул. Тельмана, 13 |             |                         |           |
| 31 |                       | Дом жилой (административное здание фруктовых и минеральных вод)         | 1800 г.             | не установлен                         | ул. Тельмана, 15 |             |                         |           |
| 32 |                       | ДК «Металлург»                                                          | 1953 г.             | не установлен                         | ул. Бахтурова, 6а |             |                         |           |
| 33 |                       | ДК им. 50 лет Октября                                                   | 1967 г.             | не установлен                         | ул. 40 лет ВЛКСМ 48°30′27″ с. ш. 44°34′51″ в. д.                                                                      |             |                         |           |
| 34 |                       | Кинотеатр «Юбилейный»                                                   | 1975 г.             | типовой                               | пр. Героев Сталинграда, 3 48°31′04″ с. ш. 44°33′58″ в. д.                                                             |             |                         |           |
| 35 |                       | ДК «Судоверфь»                                                          | 1937 г.             | не установлен                         | пос. Судоверфь, ул. Гражданская, 64 48°30′50″ с. ш. 44°31′31″ в. д.                                                   |             |                         |           |
| 36 |                       | ДК «Химик»                                                              | 1977 г.             | архитекторы Рухман Е.Х., Вильнер М.З. | бульвар Фридриха Энгельса, 1а 48°31′13″ с. ш. 44°32′56″ в. д.                                                         |             | Викисклад               |           |
| 37 |                       | Ансамбль сооружений Волго-Донского судоходного канала                   | 1952 г.             | архитектор Поляков Л.М.               | зона Волго-Донского судоходного канала                                                                                |             |                         |           |

### Памятники истории
| №  | Код ОКН | Название | Дата          | Автор                                                        | Местоположение                            | Иллюстрация | Категория на Викискладе | Источники |
| -- | ------- | --- | ------------- | ------------------------------------------------------------ | ----------------------------------------- | ----------- | ----------------------- | --------- |
| 1  |         | Место, где красноармеец Карханин И.М. закрыл своим телом амбразуру вражеского дзота                                                                                       | 07.11.1942 г. | не установлен                                                | Шлюз №7 Волго-Донского судоходного канала |             |                         |           |
| 2  |         | Дом, где находился штаб командующего 57-й армии генерал - майора Толбухина Ф.И.                                                                                           | 1942-1943 гг. | не установлен                                                | ул. Минская, 5                            |             |                         |           |
| 3  |         | Место, где находился Революционный комитет ж.д. ст. Сарепта Северо-Кавказской железной дороги и проходили ожесточенные бои за установление Советской власти в г. Царицыне | 1918 г.       | не установлен                                                | ж.д. ст. Сарепта, здание вокзала          |             |                         |           |
| 4  |         | Место переправы через р. Волгу в период Сталинградской битвы | 1942-1943 гг. | не установлен                                                | пос. Татьянка, мачтозавод                 |             |                         |           |
| 5  |         | Братская могила Советских воинов | 1942-1945 гг. | не установлен                                                | пос. Сакко и Ванцетти, кладбище           |             |                         |           |
| 6  |         | Могила капитана Зинченко С.О. | 1899-1942 гг. | не установлен                                                | ул. Арсеньева, 2                          |             |                         |           |
| 7  |         | Братская могила воинов 57 и 64-й армий | 1942-1943 гг. | архитектор Плотников А.С.                                    | пл. Свободы, сквер                        |             |                         |           |
| 8  |         | Братская могила защитников Красного Царицына | 1919 г.       | архитектор Ершова Д.В.                                       | ул. Сологубова, ж.д. ст. Сарепта          |             |                         |           |
| 9  |         | Братская могила советских воинов | 1942-1943 гг. | не установлен                                                | остров Сарпинский, хутор Песчаный         |             |                         |           |
| 10 |         | Памятник В.И. Ленину | 1973 г.       | скульптор Вучетич Е.В., архитекторы Поляков Л.М., Демин В.А. | на берегу р. Волги, у входа в ВДСК        |             |                         |           |

## Советский район

### Памятники архитектуры и градостроительства
| №  | Код ОКН | Название                                                         | Дата сооружения | Автор         | Местоположение                                                                          | Иллюстрация | Категория на Викискладе | Источники |
| -- | ------- | ---------------------------------------------------------------- | --------------- | ------------- | --------------------------------------------------------------------------------------- | ----------- | ----------------------- | --------- |
| 1  |         | Железнодорожная станция Ельшанка                                 | нач. XX в.      | не установлен | ж/д станция Ельшанка 48°40′06″ с. ш. 44°27′35″ в. д.                                    |             |                         |           |
| 2  |         | Служебная постройка на станции                                   | нач. XX в.      | не установлен | ж/д станция Ельшанка                                                                    |             |                         |           |
| 3  |         | Складское здание                                                 | нач. XX в.      | не установлен | ж/д станция Ельшанка                                                                    |             |                         |           |
| 4  |         | Служебная постройка на станции                                   | нач. XX в.      | не установлен | ж/д станция Ельшанка                                                                    |             |                         |           |
| 5  |         | Жилые дома с хоз. постройками                                    | нач. XX в.      | не установлен | ст. Ельшанка, 1; 2; 2а; 3; 4; 5; 6; 7; 8; 9 48°40′05″ с. ш. 44°27′31″ в. д.             |             |                         |           |
| 6  |         | Жилые дома                                                       | нач. XX в.      | не установлен | ст. Ельшанка, 8 км                                                                      |             |                         |           |
| 7  |         | Кожевенный завод Смирнова (Волгоградский кожзавод)               | 1910 г.         | не установлен | пос. Купоросный, ул. Крепильная, 136 48°39′19″ с. ш. 44°27′10″ в. д.                    |             |                         |           |
| 8  |         | Административное здание (по ЭТТ)                                 | нач. XX в.      | не установлен | пос. Купоросный, ул. Монтёрская, 24                                                     |             |                         |           |
| 9  |         | Завод братьев Максимовых (Заводоуправление завода им. Куйбышева) | 1914 г.         | не установлен | территория завода им. Куйбышева, ул. 25 лет Октября, 1г 48°40′11″ с. ш. 44°28′03″ в. д. |             |                         |           |
| 10 |         | Цех завода братьев Максимовых (котельная)                        | 1914 г.         | не установлен | территория завода им. Куйбышева 48°40′10″ с. ш. 44°28′07″ в. д.                         |             |                         |           |
| 11 |         | Цех завода братьев Максимовых (цех завода)                       | 1920-1930-е гг. | не установлен | территория завода им. Куйбышева                                                         |             |                         |           |
| 12 |         | Жилой дом                                                        | кон. XIX в.     | не установлен | ул. Тверская, 161 48°40′36″ с. ш. 44°28′00″ в. д.                                       |             |                         |           |
| 13 |         | Жилой дом                                                        | кон. XIX в.     | не установлен | Шестой километр, 2                                                                      |             |                         |           |

### Памятники истории
| №  | Код ОКН    | Название | Дата             | Автор                                          | Местоположение                                                                         | Иллюстрация | Категория на Викискладе | Источники |
| -- | ---------- | --- | ---------------- | ---------------------------------------------- | -------------------------------------------------------------------------------------- | ----------- | ----------------------- | --------- |
| 1  | 3400029000 | Место, где проходили бои частей 10 Красной Армии с белогвардейцами | 1918 г.          | не установлен                                  | пос. Горьковский, у ж/д ст. им. Максима Горького                                       |             |                         |           |
| 2  | 3400028000 | Железнодорожная станция им. М. Горького бывшая станция Крутая, где работал весовщиком писатель Горький А.М.                                                                                                  | 1889 г., 1968 г. | не установлен                                  | ж/д станция им. Максима Горького 48°40′54″ с. ш. 44°20′12″ в. д.                       |             |                         |           |
| 3  | 3400040000 | Место боев 35-й гвардейской стрелковой дивизии в дни Сталинградской битвы | 1942 г.          | не установлен                                  | пр. Университетский, 26                                                                |             |                         |           |
| 4  | 3400041000 | Место, где находились основные позиции 1-й батареи 82-го отдельного зенитного артиллерийского дивизиона | 1942 г.          | не установлен                                  | пр. Университетский, 34, лицей-интернат «Лидер» 48°40′09″ с. ш. 44°26′23″ в. д.        |             |                         |           |
| 5  | 3400048000 | Место боёв 7-го стрелкового корпуса в дни Сталинградской битвы | 1942—1943 гг.    | не установлен                                  | пр. Университетский, 97 48°38′54″ с. ш. 44°26′07″ в. д.                                |             |                         |           |
| 6  | 3400069002 | Братская могила воинов 64-й армии, погибших в период Сталинградской битвы | 1942—1943 гг.    | скульптор Безруков В.Н., архитектор Лысов Ф.М. | Лысая гора, высота 145,5 48°38′35″ с. ш. 44°24′08″ в. д.                               |             |                         |           |
| 7  | 3400102000 | Место, где сражались воины 131-й стрелковой дивизии в период Сталинградской битвы | 1942 г.          | не установлен                                  | ул. Тулака, 1, школа № 93 48°40′21″ с. ш. 44°28′25″ в. д.                              |             |                         |           |
| 8  | 3400103000 | Здание штаба Красной Гвардии 4-го района г. Царицына и Новониколаевского военного комиссариата, где из рабочих лесозавода «Совдеп» (деревообрабатывающий завод им. Куйбышева) был сформирован Советский полк | август 1918 г.   | не установлен                                  | ул. Туркменская, 14 48°40′39″ с. ш. 44°28′23″ в. д.                                    |             |                         |           |
| 9  | 3400121000 | Братская могила воинов 35-й стрелковой дивизии, погибших в период Сталинградской битвы | 1942 г.          | не установлен                                  | пос. Верхняя Ельшанка 48°41′26″ с. ш. 44°24′51″ в. д.                                  |             |                         |           |
| 10 | 3400127000 | Братская могила защитников Красного Царицына | 1918—1919 гг.    | не установлен                                  | пос. Горьковский, у ж/д станции 48°40′51″ с. ш. 44°20′28″ в. д.                        |             |                         |           |
| 11 | 3400128000 | Братская могила воинов 21, 57, 62 и 64-й армий, погибших в период Сталинградской битвы | 1942—1943 гг.    | не установлен                                  | пос. Горьковский, ул. Октябрьская 48°41′16″ с. ш. 44°19′37″ в. д.                      |             |                         |           |
| 12 | 3400135000 | Братская могила советских воинов, погибших в период Сталинградской битвы | 1942—1943 гг.    | архитектор Гончаров М.А.                       | пос. Гули Королёвой 48°37′59″ с. ш. 44°17′59″ в. д.                                    |             |                         |           |
| 13 | 3400140000 | Братская могила советских воинов, погибших в период Сталинградской битвы | 1942—1943 гг.    | архитектор Голубин М.Д.                        | пос. Майский 48°32′44″ с. ш. 44°10′44″ в. д.                                           |             |                         |           |
| 14 | 3400144000 | Братская могила советских воинов, погибших в период Сталинградской битвы | 1942—1943 гг.    | архитектор Шелков Г.А.                         | с. Песчанка, центр 48°39′34″ с. ш. 44°20′01″ в. д.                                     |             |                         |           |
| 15 | 3400145000 | Братская могила советских воинов, погибших в период Сталинградской битвы | 1942—1943 гг.    | архитектор Гончаров М.А.                       | с. Песчанка, северная окраина 48°39′50″ с. ш. 44°20′05″ в. д.                          |             |                         |           |
| 16 | 3400146000 | Братская могила экипажа бомбардировщика, погибшего в дни Сталинградской битвы | 1942 г.          | не установлен                                  | с. Песчанка, кладбище 48°39′24″ с. ш. 44°20′27″ в. д.                                  |             |                         |           |
| 17 | 3400153000 | Братская могила рабочих завода «Электролес», погибших при защите Красного Царицына | 1918 г.          | не установлен                                  | ул. Ярославская, 10/1 48°40′35″ с. ш. 44°28′31″ в. д.                                  |             |                         |           |
| 18 |            | Братская могила советских воинов, погибших в период Сталинградской битвы | 1942—1943 гг.    | не установлен                                  | пос. Водный, ул. Школьная 48°36′03″ с. ш. 44°10′37″ в. д.                              |             |                         |           |
| 19 |            | Место, где в период Сталинградской обороны части 64-й армии генерала Шумилова вели ожесточенные бои с немецко-фашистскими оккупантами                                                                        | 1942—1943 гг.    | художник Андреев Ф.                            | пос. Купоросный, ул. Крепильная, 136, кожевенный завод 48°39′17″ с. ш. 44°27′08″ в. д. |             |                         |           |

## Тракторозаводский район

### Памятники архитектуры и градостроительства
| №  | Код ОКН    | Название                                                | Дата сооружения              | Автор                                | Местоположение                                                                   | Иллюстрация | Категория на Викискладе | Источники |
| -- | ---------- | ------------------------------------------------------- | ---------------------------- | ------------------------------------ | -------------------------------------------------------------------------------- | ----------- | ----------------------- | --------- |
| 1  |            | Детский сад № 115                                       | 1958 г.                      | не установлен                        | ул. Брасовская, 5 48°49′07″ с. ш. 44°35′50″ в. д.                                |             |                         |           |
| 2  |            | Дом жилой, административное здание                      | 1932 г.                      | не установлен                        | ул. Гроссмана, 1                                                                 |             |                         |           |
| 3  |            | Дом техники. ГПТУ-8                                     | 1932 г.                      | не установлен                        | ул. Дзержинского, 2 48°48′11″ с. ш. 44°36′16″ в. д.                              |             |                         |           |
| 4  |            | Кинотеатр «Ударник»                                     | 1949 г.                      | не установлен                        | ул. Дзержинского, 12 48°48′15″ с. ш. 44°36′06″ в. д.                             |             |                         |           |
| 5  |            | ДК Алюминиевого завода                                  | 1967 г.                      | архитекторы Фиалко И.Е., Дынкин К.В. | ул. Дзержинского, 17 48°48′13″ с. ш. 44°35′44″ в. д.                             |             | Викисклад               |           |
| 6  |            | Проходные ВгТЗ                                          | 1953-1955 гг.                | архитектор Николаев И.С.             | ул. Дзержинского 48°48′08″ с. ш. 44°36′22″ в. д.                                 |             | Викисклад               |           |
| 7  |            | Железнодорожная станция Тракторная                      | нач. XX в., восст. в 1950 г. | архитектор Николаев И.С.             | ж/д станция 48°47′49″ с. ш. 44°36′10″ в. д.                                      |             | Викисклад               |           |
| 8  |            | Цирк (рынок)                                            | 1932 г., восст. в 1950 г.    | архитектор Иванков А.И.              | ул. Клименко, 12 48°47′59″ с. ш. 44°35′49″ в. д.                                 |             | Викисклад               | :198-199  |
| 9  |            | Административное здание (Музыкальная школа № 2)         | 1936 г.                      | не установлен                        | пр. Ленина, 215 48°48′01″ с. ш. 44°36′10″ в. д.                                  |             | Викисклад               |           |
| 10 |            | Школа № 3 (Инженерно-технический лицей)                 | 1936 г., восст. в 1963 г.    | не установлен                        | пр. Ленина, 217 48°48′05″ с. ш. 44°36′13″ в. д.                                  |             |                         |           |
| 11 |            | Проходные стадиона «Трактор»                            | 1953-1955 гг.                | архитектор Геккер Б.А.               | ул. Могилевича, 2а 48°48′02″ с. ш. 44°35′40″ в. д.                               |             | Викисклад               |           |
| 12 |            | Клуб-столовая (СКТБ пром. роботов)                      | 1956 г.                      | архитектор Геккер Б.А.               | ул. Орехово-Зуевская, 18 48°49′12″ с. ш. 44°35′41″ в. д.                         |             |                         |           |
| 13 | 3400000216 | Дом культуры и техники ВгТЗ                             | 1953 г.                      | не установлен                        | пос. Нижний Тракторный, ул. Ушакова, 5 48°48′12″ с. ш. 44°37′19″ в. д.           |             | Викисклад               |           |
| 14 |            | Нижний посёлок Тракторозаводского района г. Сталинграда | 1930-1950 гг.                | Проектное бюро завода                | кварталы № 886-888                                                               |             |                         |           |
| 15 |            | Участок старой дубовской дороги (50 м)                  | нач. XIX в.                  | не установлен                        | продолжение ул. Шурухина через р. Мокрая Мечётка 48°49′25″ с. ш. 44°35′58″ в. д. |             |                         |           |

### Памятники истории
| №  | Код ОКН | Название | Дата                   | Автор                        | Местоположение                                                    | Иллюстрация | Категория на Викискладе | Источники |
| -- | ------- | --- | ---------------------- | ---------------------------- | ----------------------------------------------------------------- | ----------- | ----------------------- | --------- |
| 1  |         | Место боев 84-й стрелковой дивизии под командованием генерал-майора Фоменко П.И.                                                     | 1942-1943 гг.          | не установлен                | ул. Быкова, школа №28                                             |             |                         |           |
| 2  |         | Место боев артиллеристов-зенитчиков Сталинградского корпусного района ПВО в дни Сталинградской битвы                                 | 1942 г.                | архитектор Лысов Ф.М.        | слева от шоссе Волгоград - Камышин, в районе Алюминиевого завода  |             |                         |           |
| 3  |         | Место боев отрядов народного ополчения Сталинграда в дни Сталинградской битвы                                                        | 1942 г.                | архитектор Лысов Ф.М.        | Волгоград - Камышин, перед поворотом к Алюминиевому заводу        |             |                         |           |
| 4  |         | Место боев моряков Волжской военной флотилии, саперов, танкистов и частей НКВД в дни Сталинградской битвы                            | 1942 г.                | не установлен                | справа от шоссе Волгоград - Камышин, в районе Алюминиевого завода |             |                         |           |
| 5  |         | Место, где произошло соединение группы полковника Горохова С.Ф. с войсками Донского фронта                                           | 24 ноября 1942 г.      | архитектор Левитан Е.И.      | у развилки шоссе Волжский - Камышин                               |             |                         |           |
| 6  |         | Место подвига Федорова И., погибшего при отражении танковых атак фашистов                                                            | 14 октября 1942 г.     | не установлен                | площадь им. Дзержинского Ф.Э., школа №3                           |             |                         |           |
| 7  |         | Место, где в дни Сталинградской битвы завершили бои 226 и 299-я стрелковые дивизии                                                   | 2 февраля 1942 г.      | не установлен                | Волгоградский тракторный завод                                    |             |                         |           |
| 8  |         | Место, где находился штаб народного ополчения кузнечного цеха СТЗ                                                                    | 1942 г.                | не установлен                | ВГТЗ, кузнечный цех                                               |             |                         |           |
| 9  |         | Место боев воинов 37-й гвардейской стрелковой дивизии                                                                                | октябрь 1942 г.        | не установлен                | ВГТЗ, чугунолитейный цех                                          |             |                         |           |
| 10 |         | Место, где формировались танковые экипажи из добровольцев-рабочих СТЗ                                                                | 1942 г.                | не установлен                | ВГТЗ, цех №5                                                      |             |                         |           |
| 11 |         | Место, где находился штаб обороны Сталинградского тракторного завода                                                                 | 1942 г.                | не установлен                | ВГТЗ, заводоуправление                                            |             |                         |           |
| 12 |         | Здание, где находился командный пункт 109-го стрелкового полка 37-й стрелковой дивизии                                               | 1942 г.                | не установлен                | ул. Дзержинского, 5                                               |             |                         |           |
| 13 |         | Здание, где находился штаб 1 истребительного батальона народного ополчения Тракторозаводского района                                 | 1941-1942 гг.          | не установлен                | ул. Дзержинского, 15                                              |             |                         |           |
| 14 |         | Место, где находилась паромная ж.д. переправа через р. Волгу                                                                         | 1941-1942 гг.          | не установлен                | пос. Латошинка                                                    |             |                         |           |
| 15 |         | Место боев 21-го отдельного учебного танкового батальона                                                                             | 1942 г.                | не установлен                | пр. Ленина, парк Тракторозаводского района                        |             |                         |           |
| 16 |         | Дом, в котором находился штаб танковой бригады народного ополчения Тракторного завода                                                | 1941-1942 гг.          | не установлен                | пр. Ленина, 215                                                   |             |                         |           |
| 17 |         | Место, где находился командный пункт 112-й стрелковой дивизии, воины-сибиряки которой стойко обороняли подступы к Тракторному заводу | 1942 г.                | не установлен                | ул. Лодыгина, 1                                                   |             |                         |           |
| 18 |         | Место боев 159-й ударной группы войск 66-й армии                                                                                     | 1942-1943 гг.          | Раков Ю.Т.                   | пос. Нижний, в парке на берегу р. Волги                           |             |                         |           |
| 19 |         | Место, где сражались воины 112-й стрелковой дивизии                                                                                  | 1942 г.                | не установлен                | пос. Нижний, ул. Тракторостроителей                               |             |                         |           |
| 20 |         | Место боев воинов 6-й гвардейской отдельной танковой бригады в период Сталинградской битвы                                           | 1-15 октября 1942 г.   | не установлен                | ул. Ополченская, 8                                                |             |                         |           |
| 21 |         | Место, где размещался командный пункт 124-й отдельной стрелковой бригады и группы войск полковника Горохова С.Ф.                     | октябрь-ноябрь 1942 г. | не установлен                | пос. Спартановка, наб. им. Волжской военной флотилии              |             |                         |           |
| 22 |         | Место, где сражались части 124 и 149-й отдельной стрелковой бригады                                                                  | 1942-1943 гг.          | не установлен                | пос. Спартановка, ул. Грамши, 30                                  |             |                         |           |
| 23 |         | Место боев воинов 116-й стрелковой дивизии в дни Сталинградской битвы                                                                | 1942-1943 гг.          | не установлен                | ул. Тракторостроителей, 1                                         |             |                         |           |
| 24 |         | Братская могила моряков сводного батальона Волжской военной флотилии                                                                 | 1942 г.                | не установлен                | пос. Водстрой                                                     |             |                         |           |
| 25 |         | Братская могила советских воинов | 1942-1943 гг.          | архитектор Чередниченко Ю.О. | кладбище                                                          |             |                         |           |

## Центральный район

### Памятники архитектуры и градостроительства
| №   | Код ОКН | Название                                                                            | Дата сооружения                        | Автор                                                  | Местоположение                              | Иллюстрация | Категория на Викискладе | Источники |
| --- | ------- | ----------------------------------------------------------------------------------- | -------------------------------------- | ------------------------------------------------------ | ------------------------------------------- | ----------- | ----------------------- | --------- |
| 1   |         | Жилой дом                                                                           | 1-я пол. 1950-х гг.                    | восст. архитектор Фиалко И.Е.                          | ул. Мира, 1                                 |             |                         |           |
| 2   |         | Жилой дом                                                                           | 1-я пол. 1950-х гг.                    | архитектор Теленев Ю.Н.                                | ул. Мира, 6                                 |             |                         |           |
| 3   |         | Музыкальное училище, Училище искусств                                               | 1958 г.                                | архитектор Левитан Е.И.                                | ул. Мира, 5а                                |             |                         |           |
| 4   |         | Дом науки и искусств (Волгоградский государственный новый экспериментальный театр)  | 1912-1952 гг.                          | Миллер В.И.                                            | ул. Мира, 5                                 |             |                         |           |
| 5   |         | Жилой дом                                                                           | 1-я пол. 1950-х гг.                    | архитектор Левитан Е.И.                                | ул. Мира, 11                                |             |                         |           |
| 6   |         | Жилой дом                                                                           | 1950 г.                                | архитектор Афанасьев К.Н.                              | ул. Мира, 13                                |             |                         |           |
| 7   |         | Жилой дом                                                                           | 1950 г.                                | архитекторы Синявский Н.И., Наумова Н.А.               | ул. Мира, 20                                |             |                         |           |
| 8   |         | Жилой дом                                                                           | 1951 г.                                | архитектор Синявский Н.И.                              | ул. Мира, 24                                |             |                         |           |
| 9   |         | Жилой дом                                                                           | 1-я пол. 1950-х гг.                    | архитекторы Синявский Н.И., Рубин А.И.                 | ул. Мира, 26                                |             |                         |           |
| 10  |         | Волгоградский главпочтамт                                                           | 1953-1955 гг.                          | архитектор Левитан Е.И.                                | ул. Мира, 9                                 |             |                         |           |
| 11  |         | Гостиница "Волгоград"                                                               | 1954 г.                                | архитектор Куровский А.В.                              | ул. Мира, 12                                |             |                         |           |
| 12  |         | Гостиница "Интурист"                                                                | 1957 г.                                | архитектор Гольдман Б.Г.                               | ул. Мира, 14                                |             |                         |           |
| 13  |         | Средняя школа №8 (Лицей № 5)                                                        | кон. 1940-х гг.                        | восст. Кулев А.С.                                      | ул. Мира, 17                                |             |                         |           |
| 14  |         | Институт "Волгоградгражданпроект"                                                   | 1-я пол. 1950-х гг.                    | архитектор Стрельченко                                 | ул. Мира, 19                                |             |                         |           |
| 15  |         | Здание Промстройбанка                                                               | 1954 г.                                | архитекторы Кравец Г.Н., Савченко А.К.                 | ул. Мира, 24а                               |             |                         |           |
| 16  |         | Планетарий                                                                          | 1954 г.                                | архитекторы Симбирцев В.Н., Хомутов Н.А.               |                                             |             |                         |           |
| 17  |         | Штаб по делам ГО и ЧС Волгоградской области                                         | 1930-е гг.                             | не установлен                                          | ул. Порт - Саида, 5а                        |             |                         |           |
| 18  |         | Сурские бани                                                                        | 1935 г.                                | архитектор Кулев А.С.                                  | ул. Сурская, 3                              |             |                         |           |
| 19  |         | Пивные склады «Южсантехмонтаж»                                                      | 1890 г.                                | восст. архитектор Кулев А.С.                           | ул. Сурская, 5 (ул. 10-й дивизии НКВД, 5А)  |             |                         |           |
| 20  |         | Корпуса гарнизонного лазарета                                                       | 1913-1926 гг.                          | не установлен                                          | ул. 13 Гвардейская, 10, 12, 14 (три здания) |             |                         |           |
| 21  |         | Жилой дом                                                                           | 1960 г.                                | архитектор Масляев В.Е.                                | угол ул. Коммунистической, 10 и Ленина, 25  |             |                         |           |
| 22  |         | Училище Кулибина (кинотеатр "Победа")                                               | 1895-1948 гг.                          | архитектор Левитан Е.И.                                | ул. Коммунистическая, 1                     |             |                         |           |
| 23  |         | Пожарная часть "Общество "Труд"                                                     | кон. XIX в.                            | не установлен                                          | ул. Коммунистическая, 5                     |             |                         |           |
| 24  |         | Ансамбль железнодорожной больницы                                                   | 1871 г., 1937-1952 гг.                 | не установлен                                          | ул. Коммунистическая, 7                     |             |                         |           |
| 25  |         | Корпус ж.д. больницы (хирургический)                                                | 1871 г.                                | не установлен                                          | ул. Коммунистическая, 7                     |             |                         |           |
| 26  |         | Корпус ж.д. больницы                                                                | 1937-1952 гг.                          | не установлен                                          | ул. Коммунистическая, 7                     |             |                         |           |
| 27  |         | Дом печати                                                                          | 1960 г.                                | архитектор Борисенко Г.Ф., архитектор Савченко А.К.    | ул. Коммунистическая, 11                    |             |                         |           |
| 28  |         | Здание областного государственного архива                                           | 1958 г.                                | архитектор Белдовский И.К.                             | ул. Коммунистическая, 30                    |             |                         |           |
| 29  |         | Высшая следственная школа                                                           | 1958 г.                                | архитектор Постоенко А.М.                              | ул. Коммунистическая, 36                    |             |                         |           |
| 30  |         | Здание треста "Волгоградгоргаз"                                                     | 1950-е гг.                             | архитектор Постоенко А.М.                              | ул. Коммунистическая, 38                    |             |                         |           |
| 31  |         | Управление "Нижневолжскнефть"                                                       | 1957 г.                                | архитектор Стрельченко Б.Г.                            | ул. Комсомольская, 16                       |             |                         |           |
| 32  |         | Областное управление внутренних дел                                                 | 1957 г.                                | архитектор Попов                                       | ул. Краснознаменская, 17                    |             |                         |           |
| 33  |         | Облвоенкомат                                                                        | 1950-е гг.                             | не установлен                                          | ул. Краснознаменская, 19                    |             |                         |           |
| 34  |         | Дворец труда - Дом Союзов                                                           | 1957 г.                                | архитектор Масляев В.Е.                                | пр. Ленина, 4                               |             |                         |           |
| 35  |         | Дом Юстиции                                                                         | 1951 г.                                | архитектор Левитан Е.И.                                | пр. Ленина, 8                               |             |                         |           |
| 36  |         | Здание обкома КПСС и облисполкома (Администрация Волгоградской области)             | 1950-1953 гг.                          | архитекторы Обухов Е.И., Кулев А.С.                    | пр. Ленина, 9                               |             |                         |           |
| 37  |         | Здание "Гидростроя" (Административное здание)                                       | 1957 г.                                | архитектор Левитан Е.И.                                | пр. Ленина, 15                              |             |                         |           |
| 38  |         | Госбанк                                                                             | 1957 г.                                | архитекторы Обухов Е.И., Губин А.И.                    | пр. Ленина, 18                              |             |                         |           |
| 39  |         | Волгоградский государственный социально-педагогический университет (главный корпус) | 1952 г.                                | архитекторы Масляев В.Е., Борисенко Г.Ф.               | пр. Ленина, 27                              |             |                         |           |
| 40  |         | Волгоградский государственный политехнический университет (главный корпус)          | 1963 г.                                | архитекторы Масляев В.Е., Борисенко Г.Ф.               | пр. Ленина, 28                              |             |                         |           |
| 41  |         | Дом Офицеров СА                                                                     | 1960-е гг.                             | архитектор Статун В.П.                                 | пр. Ленина, 31                              |             |                         |           |
| 42  |         | Здание гидромелиоративного колледжа (Волгоградский технический колледж)             | 1958 г.                                | архитекторы Симбирцев В.Н., Борисенко Г.Ф.             | пр. Ленина, 38                              |             |                         |           |
| 43  |         | Жилой дом                                                                           | XIX в.                                 | не установлен                                          | ул. Пушкина, 5а                             |             |                         |           |
| 44  |         | Ансамбль застройки детской инфекционной больницы №21                                | 1956 г.                                | не установлен                                          | пр. Ленина, 54                              |             |                         |           |
| 45  |         | Ансамбль застройки онкологического диспансера                                       | 1956 г.                                | не установлен                                          | пр. Ленина, 54                              |             |                         |           |
| 46  |         | Ансамбль застройки туберкулезного диспансера                                        | 1953-1954 гг.                          | не установлен                                          | пр. Ленина, 54                              |             |                         |           |
| 47  |         | Дом Павлова                                                                         | 1934 г. восст. 1944 г.                 | не установлен                                          | пр. Ленина, 34                              |             |                         |           |
| 48  |         | Административное здание (ВолгоградНИПИнефть)                                        | 1957 г.                                | архитектор Стрельченко Б.Г.                            | ул. Советская, 10                           |             |                         |           |
| 49  |         | Клинический роддом                                                                  | 1949 г.                                | не установлен                                          | ул. Сурская, 1                              |             |                         |           |
| 50  |         | Детский сад                                                                         | 1950-е гг.                             | не установлен                                          | Центральный парк (Батальонная)              |             |                         |           |
| 51  |         | Маргариновый завод                                                                  | 1953-1955 гг.                          | архитектор Лысова Ф.М.                                 | пр. Ленина, 49                              |             | Викисклад               |           |
| 52  |         | Железнодорожный вокзал станции Волгоград-I                                          | 1951-1954 гг.                          | архитекторы Куровский А.В., Брискин С.З.               | Привокзальная площадь                       |             |                         |           |
| 53  |         | Дом братьев Рысиных (Дом Архитектора)                                               | 1903 г.                                | не установлен                                          | пр. Ленина, 2б                              |             |                         |           |
| 54  |         | Земская управа (Волгоградский областной краеведческий музей)                        | нач. XX в.                             | не установлен                                          | пр. Ленина, 5а                              |             |                         |           |
| 55  |         | Здание Облпотребсоюза                                                               | 1950 г.                                | архитектор Кулев А.С.                                  | ул. Ленина, 9                               |             |                         |           |
| 56  |         | Волжско-Камский банк (Волгоградский областной краеведческий музей)                  | кон. XIX в.                            | не установлен                                          | ул. Ленина, 7                               |             |                         |           |
| 57  |         | Дом жилой                                                                           | кон. XIX в., восст. в 1946 г.          | не установлен                                          | ул. Ленина, 11                              |             |                         |           |
| 58  |         | Дом жилой                                                                           | кон. XIX в.                            | не установлен                                          | ул. Ленина, 13                              |             |                         |           |
| 59  |         | Жилой дом с лавкой (Комитет по делам молодежи, фирма "Эльта")                       | кон. XIX в.                            | не установлен                                          | ул. Ленина, 13а                             |             |                         |           |
| 60  |         | Жилой дом (Облздравотдел)                                                           | 1906 г.                                | не установлен                                          | ул. Ленина, 15                              |             |                         |           |
| 61  |         | 2-я женская гимназия (ср. школа №83)                                                | 1875 г.                                | не установлен                                          | ул. Ленина, 21                              |             |                         |           |
| 62  |         | Жилой дом                                                                           | до 1941 г., восст. в 1947 г.           | не установлен                                          | ул. Ленина, 19                              |             |                         |           |
| 63  |         | Жилой дом                                                                           | до 1941 г.                             | не установлен                                          | ул. Ленина, 23                              |             |                         |           |
| 64  |         | Жилой дом                                                                           | до 1890 г.                             | не установлен                                          | ул. Кубанская, 4                            |             |                         |           |
| 65  |         | Жилой дом (Кооператив "Электрик")                                                   | кон. XIX в.                            | не установлен                                          | ул. Невская, 1                              |             |                         |           |
| 66  |         | Купеческий особняк (Коммерч. банк "КОР")                                            | кон. XIX в.                            | не установлен                                          | ул. Невская, 3                              |             |                         |           |
| 67  |         | Жилой дом (цех "Игрушка")                                                           | нач. XX в.                             | не установлен                                          | ул. Новороссийская, 5                       |             |                         |           |
| 68  |         | Жилой дом (ПК "Изолировщик")                                                        | нач. XX в.                             | не установлен                                          | ул. Новороссийская, 5a                      |             |                         |           |
| 69  |         | Жилой дом (Детский сад №44)                                                         | кон. XIX - нач. XX вв.                 | не установлен                                          | ул. Новороссийская, 28                      |             |                         |           |
| 70  |         | Жилой дом                                                                           | кон. XIX в.                            | не установлен                                          | ул. Орловская, 20                           |             |                         |           |
| 71  |         | Купеческий особняк (Музыкальная школа №14 ДХШ №1)                                   | кон. XIX - нач. XX вв.                 | не установлен                                          | ул. Островского, 3                          |             |                         |           |
| 72  |         | Винные склады (Гл. произв. корпус Волгоградского ликероводочного завода)            | нач. XX в.                             | не установлен                                          | ул. Пархоменко, 1                           |             |                         |           |
| 73  |         | Дом жилой                                                                           | кон. XIX в.                            | не установлен                                          | ул. Пархоменко, 23а                         |             |                         |           |
| 74  |         | Дом жилой                                                                           | кон. XIX - нач. XX вв.                 | не установлен                                          | ул. Печатная, 10                            |             |                         |           |
| 75  |         | Кинотеатр "Родина"                                                                  | 1954 г.                                | архитектор Власовский И.В.                             | ул. Невская, 13                             |             |                         |           |
| 76  |         | Ансамбль спорткомплекса стадиона «Динамо»                                           | 1954 г.                                | архитектор Арутюнова И.Р.                              | ул. Новороссийская, 2                       |             |                         |           |
| 77  |         | Поликлиника №12                                                                     | 1949 г.                                | не установлен                                          | ул. Новороссийская, 26                      |             |                         |           |
| 78  |         | Контора ЦУМа                                                                        | 1937 г., восст. в 1945 г.              | не установлен                                          | ул. Островского, 4                          |             |                         |           |
| 79  |         | Центральный универмаг                                                               | 1937 г., восст. в 1945 г.              | архитектор Геккер Б.А.                                 | пл. Павших Борцов                           |             |                         |           |
| 80  |         | Партшкола (Волгоградский государственный медицинский университет)                   | 1953 г.                                | архитекторы Симбирцев В.Н., Левитан Е.И.               | пл. Павших Борцов, 1                        |             |                         |           |
| 81  |         | Финансовое управление администрации Волгограда                                      | 1952-1955 гг.                          | архитектор Лысов Ф.М.                                  | ул. Порт-Саида, 7                           |             |                         |           |
| 82  |         | Жилой дом медиков                                                                   | до 1937 г.                             | не установлен                                          | ул. Пролеткультская, 3                      |             |                         |           |
| 83  |         | Купеческий особняк (СЭС Центр. р-на)                                                | кон. XIX в.                            | не установлен                                          | ул. Комсомольская, 10а                      |             |                         |           |
| 84  |         | Купеческий особняк (Комитет по физ-ре и спорту)                                     | кон. XIX в.                            | не установлен                                          | ул. Комсомольская, 10в                      |             |                         |           |
| 85  |         | Жилой дом железной дороги                                                           | кон. XIX в.                            | не установлен                                          | ул. Коммунальная, 75                        |             |                         |           |
| 86  |         | Ансамбль спорткомплекса стадиона "Спартак"                                          | 1952 г.                                | архитектор Костецкая Л.Е.                              | ул. Пархоменко, 2                           |             |                         |           |
| 87  |         | Жилой купеческий дом                                                                | кон. XIX в.                            | не установлен                                          | ул. Невская, 4                              |             |                         |           |
| 88  |         | Жилой дом                                                                           | кон. XIX в.                            | не установлен                                          | ул. Порт-Саида, 8а                          |             |                         |           |
| 89  |         | Купеческий особняк (конторское здание)                                              | нач. XX в.                             | не установлен                                          | ул. Порт-Саида, 9а                          |             |                         |           |
| 90  |         | Синагога (Физиотерапевтическая лечебница)                                           | 1911 г.                                | не установлен                                          | ул. Порт-Саида, 11а                         |             |                         |           |
| 91  |         | Жилой дом купца (Институт "Тяжпромэлектропроект")                                   | кон. XIX в.                            | не установлен                                          | ул. Порт-Саида, 18, корп. 2                 |             |                         |           |
| 92  |         | Жилые дома (3) (Пункт вневедомственной охраны (ПЦН)                                 | кон. XIX в.                            | не установлен                                          | ул. Пролеткультская, 5                      |             |                         |           |
| 93  |         | Частная женская гимназия Стеценко                                                   | кон. XIX в.                            | не установлен                                          | ул. Пушкина, 13                             |             |                         |           |
| 94  |         | Тяговая подстанция №1                                                               | 1914 г.                                | не установлен                                          | ул. Советская, 4                            |             |                         |           |
| 95  |         | Жилой дом (ДСШ)                                                                     | нач. XX в.                             | не установлен                                          | ул. Советская, 4а                           |             |                         |           |
| 96  |         | Царицынский государственный банк (Администрация г. Волгограда)                      | нач. XX в.                             | не установлен                                          | ул. Советская, 9                            |             |                         |           |
| 97  |         | Крытый рынок (Центр. рынок, мясной корпус)                                          | нач. XX в.                             | архитектор Шуйский В.Г.                                | ул. Советская, 17                           |             |                         |           |
| 98  |         | Мариинская женская гимназия (Волгоградское областное статистическое управление)     | 1878 г.                                | не установлен                                          | ул. Чуйкова, 7                              |             |                         |           |
| 99  |         | Водокачка (Центральная водоочистительная станция Водоканал)                         | 1890 г.                                | не установлен                                          | ул. Чуйкова, 15                             |             |                         |           |
| 100 |         | Предприятие УВД - тюрьма                                                            | 1884 г.                                | архитектор Томышко                                     | ул. Голубинская, 1, 3, 5                    |             |                         |           |
| 101 |         | Швейная фабрика им. 8 Марта                                                         | 1924 г.                                | не установлен                                          | ул. Коммунистическая, 22                    |             |                         |           |
| 102 |         | Жилой дом (магазин "Продукты")                                                      | 1930-е гг.                             | не установлен                                          | ул. Новороссийская, 34                      |             |                         |           |
| 103 |         | Жилой дом                                                                           | 1930-е гг.                             | не установлен                                          | ул. Новороссийская, 77                      |             |                         |           |
| 104 |         | Ансамбль Набережной реки Волги                                                      | 1952 г.                                | авторский коллектив                                    | набережная им. 62-й армии                   |             |                         |           |
| 105 |         | Общественное собрание (Театр музкомедии)                                            | кон. XIX в. 1950-е гг.                 | архитекторы Куренной И.А., Фиалко И.Е., Макаренко В.С. | набережная им. 62-й армии                   |             |                         |           |
| 106 |         | Ресторан "Гарни"                                                                    | 1951 г.                                | архитектор Макаренко В.С.                              | набережная им. 62-й армии                   |             |                         |           |
| 107 |         | Ресторан "Маяк"                                                                     | 1956 г.                                | архитектор Левитан Е.И.                                | набережная им. 62-й армии                   |             |                         |           |
| 108 |         | Дом Чуянова А.С. (Здание филармонии)                                                | нач. 1950-х гг.                        | не установлен                                          | набережная им. 62-й армии                   |             |                         |           |
| 109 |         | Пропилеи центральной лестницы                                                       | 1952 г.                                | архитекторы Симбирцев В.Н., Фиалко И.Е.                | набережная им. 62-й армии                   |             |                         |           |
| 110 |         | Ротонда                                                                             | 1952 г.                                | архитектор Арутюнова И.Р.                              | набережная им. 62-й армии                   |             |                         |           |
| 111 |         | Ансамбль застройки Волгодонской                                                     | кон. XIX - нач. XX вв.                 | не установлен                                          | ул. Волгодонская                            |             |                         |           |
| 112 |         | Дом купца Алексеева (Гостиница, столовая)                                           | кон. XIX в.                            | не установлен                                          | ул. Волгодонская, 5                         |             |                         |           |
| 113 |         | Дом купца Донцова (Трест "Нижневолгоэлектромонтаж", жилье)                          | кон. XIX - нач. XX вв.                 | не установлен                                          | ул. Волгодонская, 7                         |             |                         |           |
| 114 |         | Дом купца Мишина                                                                    | 1890 г.                                | не установлен                                          | ул. Волгодонская, 9                         |             |                         |           |
| 115 |         | Дом Лапшина                                                                         | кон. XIX в., восст. в 1989 г.          | не установлен                                          | ул. Волгодонская, 16                        |             |                         |           |
| 116 |         | Дом купца Мишина (Волгоградский филиал Московского коммерческого университета)      | 1890 г.                                | не установлен                                          | ул. Волгодонская, 11                        |             |                         |           |
| 117 |         | Дом купца Мишина (Вечерняя школа №5)                                                | 1880 г.                                | не установлен                                          | ул. Волгодонская, 13а ул. Волгодонская, 13  |             |                         |           |
| 118 |         | Особняк Репниковой (Волгоградский мемориально-исторический музей)                   | 1903 г.                                | не установлен                                          | ул. Гоголя, 10                              |             |                         |           |
| 119 |         | Римско-католический костел                                                          | кон. XIX в., восст. в 1946 г., 1996 г. | не установлен                                          | угол ул. Коммунистической и ул. Пражской    |             | Викисклад               |           |
| 120 |         | Жилой дом братьев Серебряковых (Фирма "Колхети")                                    | кон. XIX в.                            | не установлен                                          | ул. Комсомольская, 4                        |             |                         |           |
| 121 |         | Комплекс застройки ул. Комсомольской                                                | 1950-е гг.                             | архитекторы Кобелев, Статун                            | ул. Комсомольская                           |             |                         |           |
| 122 |         | Комплекс застройки пр. Ленина                                                       | 1950-е гг.                             | архитектор Статун                                      | пр. Ленина, 4-59                            |             |                         |           |
| 123 |         | Комплекс застройки ул. Ленина                                                       | 1945-1952 гг.                          | архитектор Обухов                                      | ул. Ленина, 1-21                            |             |                         |           |
| 124 |         | Комплекс застройки ул. Мира                                                         | 1945-1950 гг.                          | архитектор Симбирцев В.Н.                              | ул. Мира, 1-26                              |             |                         |           |
| 125 |         | Комплекс застройки пл. Павших Борцов и Аллеи Героев                                 | 1945-1955 гг.                          | архитекторы Симбирцев В.Н., Левитан Е.И.               | пл. Павших Борцов, 1-8                      |             |                         |           |
| 126 |         | Комплекс застройки ул. Советской                                                    | 1950-е гг.                             | архитекторы Россихин, Лысов Ф.М., Кобелев С.Н.         | ул. Советская, 1-47                         |             |                         |           |
| 127 |         | Ансамбль Аллеи Героев                                                               | 1950-е гг.                             | архитектор Масляев В.Е.                                | Аллея Героев                                |             |                         |           |

### Памятники истории
| №  | Код ОКН | Название | Дата                                           | Автор | Местоположение | Иллюстрация | Категория на Викискладе | Источники |
| -- | ------- | --- | ---------------------------------------------- | --- | --- | ----------- | ----------------------- | --------- |
| 1  |         | Место, где сражались и погибли в окружении воины 1-го батальона 42-го гвардейского стрелкового полка 13-й гвардейской стрелковой дивизии под командованием ст. лейтенанта Федосеева Ф.Г. | 1942 год                                       | не установлен | вокзал ж.д. ст. Волгоград-I |             |                         |           |
| 2  |         | Место, где формировались красногвардейские отряды железнодорожников и ремонтировались бронепоезда Царицынского фронта | 1917-1918 гг.                                  | не установлен | вокзал ж.д. ст. Волгоград-I Локомотивное депо |             |                         |           |
| 3  |         | Паровоз "ОВ" №5109, установленный в честь трудовых подвигов железнодорожников Волгоградского отделения Приволжской ж.д. | 1902 г., 1918-1920 гг., 1941-1945 гг., 1966 г. | не установлен | вокзал ж.д. ст. Волгоград-I Локомотивное депо |             |                         |           |
| 4  |         | Место, где действовал стачечный комитет Царицынского железнодорожного узла | 1905-1907 гг.                                  | не установлен | вокзал ж.д. ст. Волгоград-I |             |                         |           |
| 5  |         | "Опорная стена" - место боев 13-й гвардейской стрелковой дивизии 62-й армии под командованием Родимцева А.И. | 1942-1943 гг.                                  | не установлен | на берегу р. Волги, в районе музея–панорамы "Сталинградская битва" |             |                         |           |
| 6  |         | Бронекатер "БК-13", установленный в честь речников Волжской военной флотилии | 1942-1943 гг.                                  | не установлен | набережная р. Волги, у музея-панорамы" Сталинградская битва" |             |                         |           |
| 7  |         | Здание, где находился штаб и политотдел Волжской военной флотилии | 1941-1942 гг.                                  | не установлен | ул. Володарского, 1 (угол ул. Маршала Чуйкова, 7) |             |                         |           |
| 8  |         | Место, где формировались отряды народного ополчения | 1942-1943 гг.                                  | не установлен | ул. Коммунистическая, Городской сад |             |                         |           |
| 9  |         | Место, где размещалась конспиративная квартира Царицынской организации РСДРП | 1905 г.                                        | не установлен | ул. Краснознаменская, 8 |             |                         |           |
| 10 |         | Место, где работала радиостанция Министерства связи в период Отечественной войны | 1941-1945 гг.                                  | не установлен | ул. Краснознаменская, 8 |             |                         |           |
| 11 |         | Место, где в период Сталинградской битвы находился участок Центральной переправы через р. Волгу | 1942-1943 гг.                                  | не установлен | набережная им. 62-й армии |             |                         |           |
| 12 |         | Место, где был открыт "Красный Стадион" - первое спортивное сооружение Царицына | 1 мая 1924 г.                                  | не установлен | ул. Кубанская, 1 |             |                         |           |
| 13 |         | Место, где размещался штаб 8-й воздушной армии | 1942 г.                                        | не установлен | ул. Кубанская, школа-интернат №1 |             |                         |           |
| 14 |         | Место, где проводились митинги и собрания рабочих и солдат г. Царицына и шли бои с немецко-фашистскими захватчиками в дни Сталинградской битвы | 1905, 1917, 1942-1943 гг.                      | не установлен | площадь им. Ленина |             |                         |           |
| 15 |         | Место, где в период Сталинградской битвы шли ожесточенные бои с немецко-фашистскими захватчиками | 1942-1943 гг.                                  | не установлен | пр. Ленина, 38 |             |                         |           |
| 16 |         | Место, где находился штаб Сталинградского военного округа, преобразованный в управление 28-й армии | 1941-1942 гг.                                  | не установлен | ул. Ленина, 2 |             |                         |           |
| 17 |         | Братские могилы воинов соединений и частей 62-й армии, погибших в боях с фашистскими захватчиками | 1942-1943 гг.                                  | архитектор Лысов Ф.М., скульптор Томаров А.И. | Мамаев Курган, верхняя терраса |             |                         |           |
| 18 |         | Могила генерал–майора Полухина А.М. | 1915-1960 гг.                                  | не установлен | |             |                         |           |
| 19 |         | Место, где находился командный пункт 62-й армии генерал-лейтенанта Чуйкова В.И. | 1942-1943 гг.                                  | архитектор Голубин М.Д. | набережная р. Волги, у Центрального стадиона |             |                         |           |
| 20 |         | Здание гостиницы "Столичные номера", где работал Чрезвычайный продовольственный комитет (ЧОКПРОД), руководивший заготовками на юге России | 1918 г., восст. в 1955 г.                      | не установлен | пл. Павших Борцов |             |                         |           |
| 21 |         | Место, где войска Донского фронта под командованием генерал-полковника Рокоссовского К.К. завершили разгром Южной группы немецко-фашистских войск, окруженной в районе Сталинграда, и водрузили Красное знамя Победы | 31 января 1943 г.                              | не установлен | пл. Павших Борцов |             |                         |           |
| 22 |         | Место, где находился Царицынский исполнительный комитет Совета рабочих, солдатских, крестьянских и казачьих депутатов | 1917-1918 гг., восст. в 1952 г.                | не установлен | пл. Павших Борцов, (ул. Мира, 5) |             |                         |           |
| 23 |         | Место, где проходила стачка рабочих волжских пристаней | 1905 г.                                        | не установлен | Речной вокзал |             |                         |           |
| 24 |         | Место, где находился Революционный комитет Царицынского узла Юго-Восточной железной дороги | 1917-1918 гг.                                  | не установлен | Привокзальная площадь, 4 |             |                         |           |
| 25 |         | Место, где был организован первый отряд юных пионеров г. Царицына | сентябрь 1922 г.                               | не установлен | ул. Пушкина, 7, школа №9 |             |                         |           |
| 26 |         | Место, где находился Военный Совет Северо-Кавказского военного округа и штаб 10-й Красной Армии | 1918-1919 гг.                                  | не установлен | ул. Советская, 12 |             |                         |           |
| 27 |         | Место, где проходили митинги и собрания солдат, рабочих и революционной интеллигенции Царицына. В этом здании формировались рабочие отряды для защиты Красного Царицына и состоялось первое организационное собрание Коммунистического Союза Молодежи города, положившее начало городской комсомольской организации. Здесь размещалась морская бригада Волжской военной флотилии, героически сражавшаяся за Сталинград | 1905, 1907, 1917, 1942-1943 гг.                | не установлен | ул. Маршала Чуйкова, 4 |             |                         |           |
| 28 |         | Место, где располагалась зенитная батарея, орудийный расчет которой погиб при отражении танковой атаки немецко-фашистских войск, пытавшихся прорваться к р. Волге | сентябрь 1942 г.                               | не установлен | набережная им. 62-й армии, около ротонды |             |                         |           |
| 29 |         | Могила Глазкова В.А., генерал-майора, командира 35-й гвардейской стрелковой дивизии | 1901-1942 гг.                                  | архитектор Белдовский И.К., скульптор Вучетич Е.В. | ул. Володарского, Комсомольский сад |             |                         |           |
| 30 |         | Братская могила советских воинов | 1942-1943 гг.                                  | архитектор Чередниченко Ю.О. | кладбище, ул. Хорошева |             |                         |           |
| 31 |         | Мемориал в честь Героев Советского Союза и полных Кавалеров ордена Славы | 1985 г.                                        | архитектор Белоусов А.С., гл. архитектор Ключищев А.Н., кон. Подопригора | Аллея Героев |             |                         |           |
| 32 |         | Бюст Н.В. Гоголя | 1910 г.                                        | скульптор Табвия И.Ф., архитектор Белдовский И.К. | Комсомольский сад |             |                         |           |
| 33 |         | Памятник комсомольцам - защитникам Сталинграда | 1973 г.                                        | скульптор Криволапов А.Е., архитектор Калиниченко В.П. | пр. Ленина |             |                         |           |
| 34 |         | Памятник Серафимовичу А.С. | 1981 г.                                        | скульптор Павловский М.Д., архитектор Масляев В.Е. | пр. Ленина |             |                         |           |
| 35 |         | Скульптурная группа "Искусство" с фонтаном | 1957 г.                                        | скульптор Алешин С.С., архитектор Шалашов В.Е. | Аллея Героев |             |                         |           |
| 36 |         | Памятник воинам 8-го гвардейского армейского корпуса, погибшим при исполнении воинского долга в 1994 - 1995 гг. на территории Чечни | 1996 г.                                        | не установлен | пр. им. маршала Жукова |             |                         |           |
| 37 |         | Памятный знак в честь 400-летия города Царицына-Сталинграда-Волгограда | 1989 г.                                        | скульптор Томаров А.И., архитектор Садовский О.Б. | пр. Ленина |             |                         |           |
| 38 |         | Мемориальный комплекс "Героям Сталинградской битвы" на Мамаевом кургане | 1960 г., 1967-1995 гг.                         | Творческий кол лектив: скульптор Е.В.Вучетич, руководитель творческого коллектива, скульптор М.С.Алещенко, скульптор Л.М.Майстренко, скульптор В.А.Марунов, скульптор В.Е.Матросов, скульптор А.А.Мельник, скульптор А.С.Новиков, скульптор А.А.Тюренков, архитектор Я.Б.Белопольский, архитектор В.А.Демин, архитектор Ф.М.Лысов, руководитель инженерной группы Н.В.Никитин, военный консультант В.И.Чуйков | Волгоград, Мамаев курган |             |                         |           |
| 39 |         | Достопримечательное место "Героическая оборона Сталинграда воинами 13 Гвардейской дивизии и Волжской военной флотилии в 1942-1943 гг." | 1942-1943 гг.; 40-80-е гг. XX в.               | не установлен | В границах: правого берега р.Волги, территория центральной набережной в районе музея-панорамы "Сталинградская битва", Советская ул. 35-38, им. Наумова ул., 13-й Гвардейской ул., Коммунистическая ул. |             |                         |           |